# Reitgräser
Reitgräser (Calamagrostis) sind eine Pflanzengattung innerhalb der Familie der Süßgräser (Poaceae). Die etwa 180 bis 230 Arten und Naturhybriden sind fast weltweit verbreitet. Der deutsche Trivialname Reitgras, auch Reutgras bedeutet so viel wie „Rodungsgras“ und bezieht sich auf Calamagrostis epigejos, das jedoch nicht auf Rodungen, sondern auf Waldschlägen wächst.

## Beschreibung

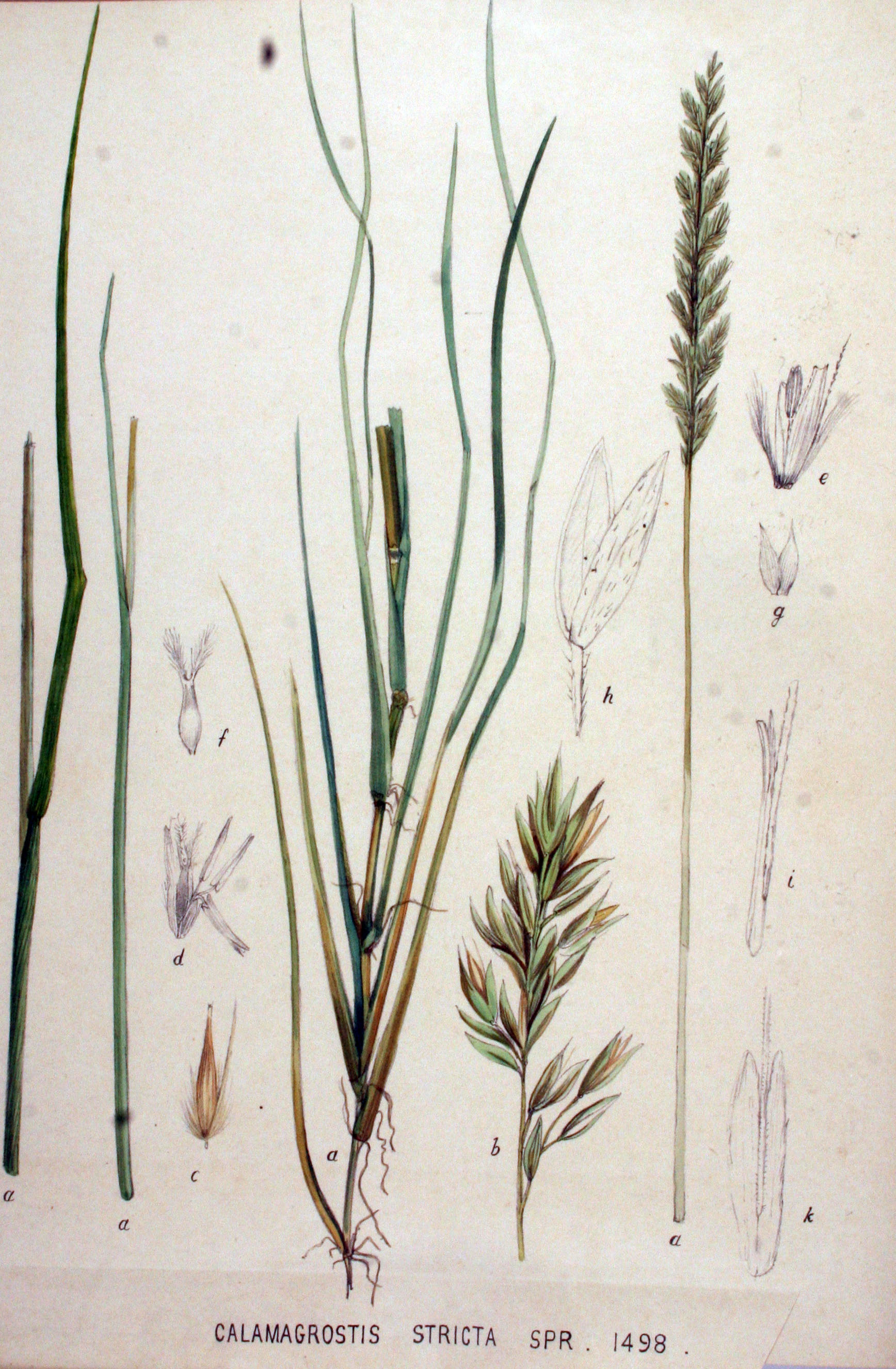
Illustration aus Flora Batava, Volume 19 von Calamagrostis stricta

### Vegetative Merkmale
Die Reitgras-Arten sind ausdauernde krautige Pflanzen. Es sind horstbildende Gräser, die häufig unterirdische Ausläufer bilden. Die zahlreichen Erneuerungstriebe wachsen innerhalb oder außerhalb der unteren Blattscheiden (intra- oder extravaginal) hoch. Die Halme sind einfach oder an den unteren Knoten verzweigt und besitzen mehrere Knoten.
Die wechselständig am Halm angeordneten Laubblätter sind in Blattscheide und Blattspreite gegliedert. Die Blattscheiden sind bis zum Grund offen, gerieft, manchmal behaart und glatt oder rau. Das Blatthäutchen ist ein häutiger Saum. Die einfachen Blattspreiten sind lang und 1,5 bis 12 Millimeter breit. Sie sind flach, gerippt. Auf den Rippen sind sie rau, kahl bis behaart. Der Blattrand ist rau und häufig schneidend.

### Generative Merkmale
Der rispige Blütenstand ist reich verzweigt, meist aufrecht und nur zur Anthese ausgebreitet. Die Ährchen bestehen aus einem zwittrigen Blütchen und sind 3 bis 8 Millimeter lang, schmal und seitlich zusammengedrückt. Das Blütchen trägt am Grund der Deckspelze längere Haare, die meist gleich lang wie oder länger als die Deckspelze sind. Die Blüte fällt zur Fruchtreife als Ganzes aus den Hüllspelzen aus. Die Ährchenachse trägt an den Kanten lange weiße Haare. Die zwei Hüllspelzen sind ein- bis dreinervig und so lang wie das Ährchen. Sie sind spitz bis zugespitzt, häutig und ungleich, wobei das untere länger als das obere ist. Die Deckspelze ist drei- oder fünfnervig und halb bis 3/4 so lang wie die Hüllspelzen. Sie ist spitz oder hat zwei kurze Seitenlappen, ist häutig, kahl und trägt eine Granne. Diese sitzt meistens auf dem Rücken der Spelze, selten zwischen den Seitenlappen oder an der Spitze. Die Vorspelze hat zwei Nerven, ist bis zu gleich lang wie die Deckspelze, zarthäutig und kahl. Es gibt drei Staubblätter. Der Fruchtknoten ist kahl und trägt zwei endständige Griffel mit kurzen, federigen Narben.
Die Karyopse ist kahl. Der Nabel ist länglich und nimmt bis zu einem Viertel der Fruchtlänge ein.

### Chromosomensätze
Die Chromosomengrundzahl beträgt x = 7. Die Calamagrostis-Arten sind tetraploid oder haben einen noch höheren Ploidiegrad.

## Fortpflanzung
Bei den tetraploiden Calamagrostis-Arten verläuft die Meiose normal, sie sind Fremdbefruchter. Bei Sippen mit höherer Ploidie kommt es häufig zu Störungen in der Meiose, sie pflanzen sich teilweise apomiktisch fort. Das Verhältnis zwischen apomiktischer und sexueller Samenbildung kann dabei je nach Alter der Pflanze und nach Jahreszeit variieren. Einige Arten, wie Calamagrostis purpurea und Calamagrostis pseudopurpurea pflanzen sich rein apomiktisch fort.
Wenn zwei Arten im gleichen Gebiet vorkommen, bilden sie häufig Hybride, die stets steril sind, sich aber vegetativ vermehren können.

## Systematik und Verbreitung

### Taxonomie
Die Gattung Calamagrostis wurde 1763 durch Michel Adanson in Familles des Plantes, Band 2. S. 31, 530 aufgestellt. Der Gattungsname Calamagrostis leitet sich von den griechischen Wörtern kalamagrostis für „Rohrgras, Schilfgras“ ab, zu kalamos für „Rohr“ und agrostis für „Futtergras“ ab. Synonyme für Calamagrostis Adans. sind: Ancistrochloa Honda, Anisachne Keng, Athernotus Dulac, Chamaecalamus Meyen, Cinnagrostis Griseb., Deyeuxia Clarion ex P.Beauv., Sclerodeyeuxia Pilg., Stilpnophleum Nevski, Stylagrostis Mez. Über den Umfang der Gattung Calamagrostis und die Abgrenzung oder Einbeziehung der Gattungen Agrostis sowie Deyeuxia wird kontrovers diskutiert.

### Äußere Systematik
Die Gattung Calamagrostis gehört zur Subtribus Agrostidinae der Tribus Poeae, bei manchen Autoren Aveneae in der Unterfamilie Pooideae innerhalb der Familie Poaceae. Es gibt viele Naturhybriden.

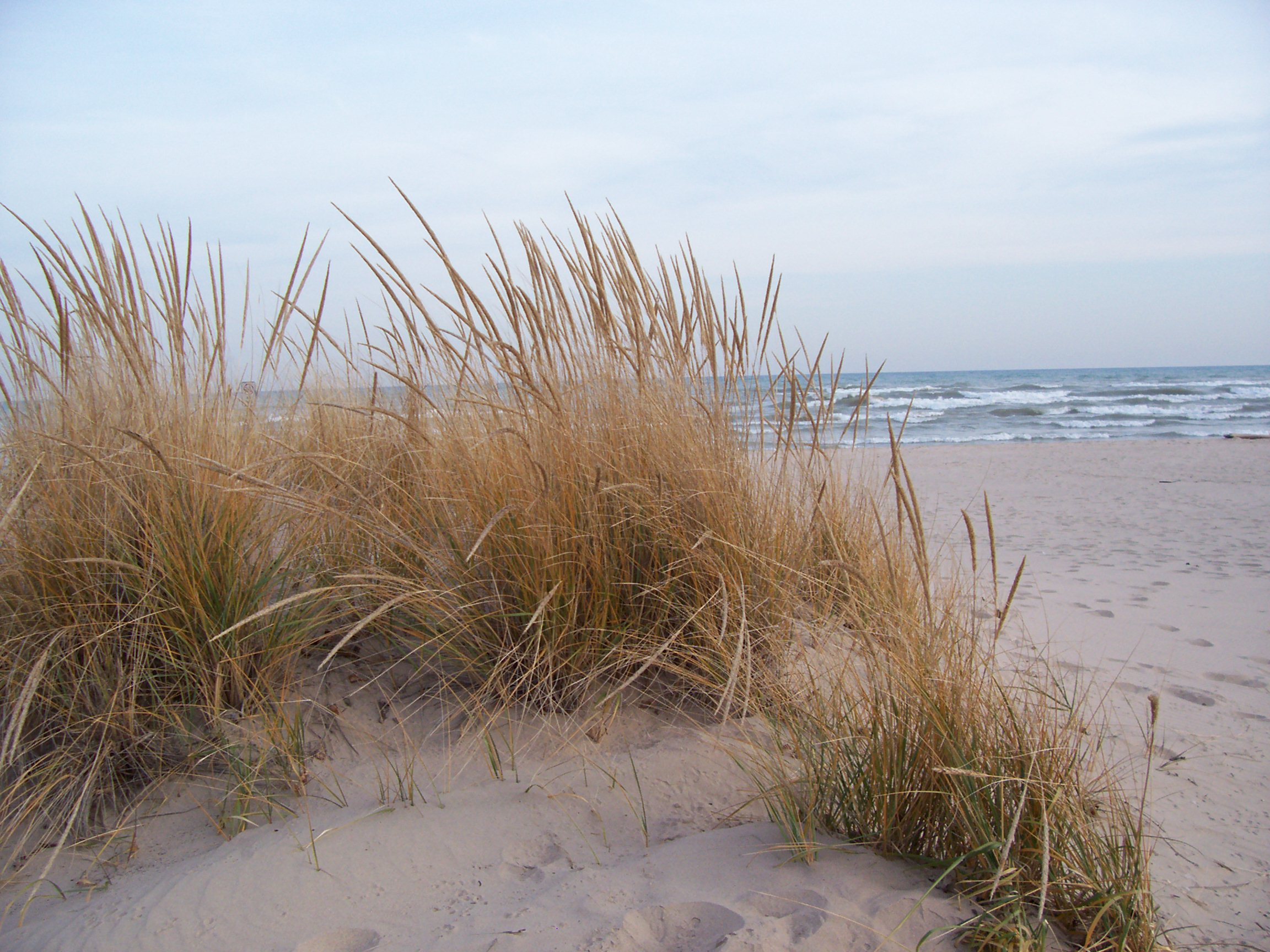
Habitus im Habitat von Calamagrostis breviligulata

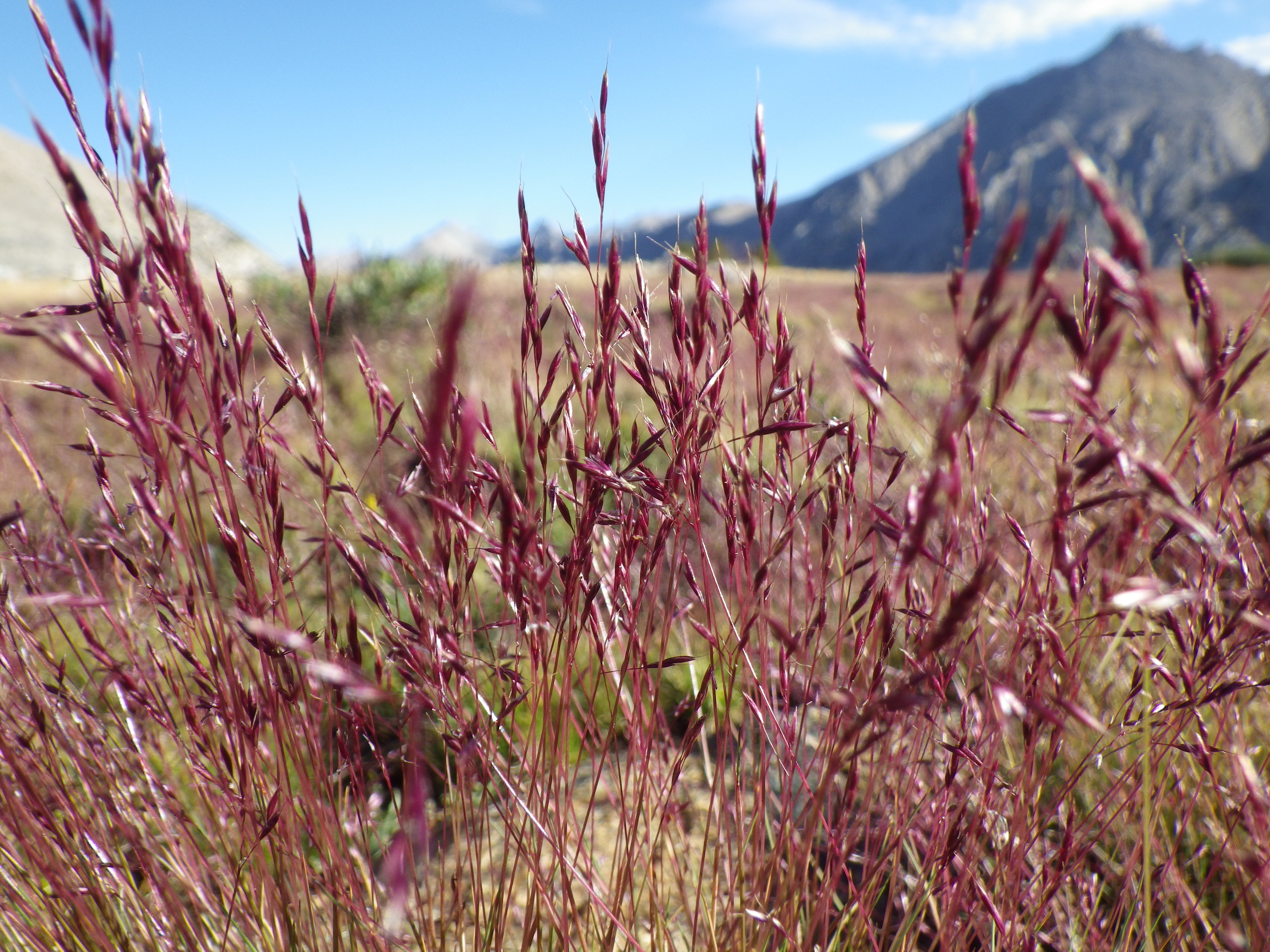
Calamagrostis breweri

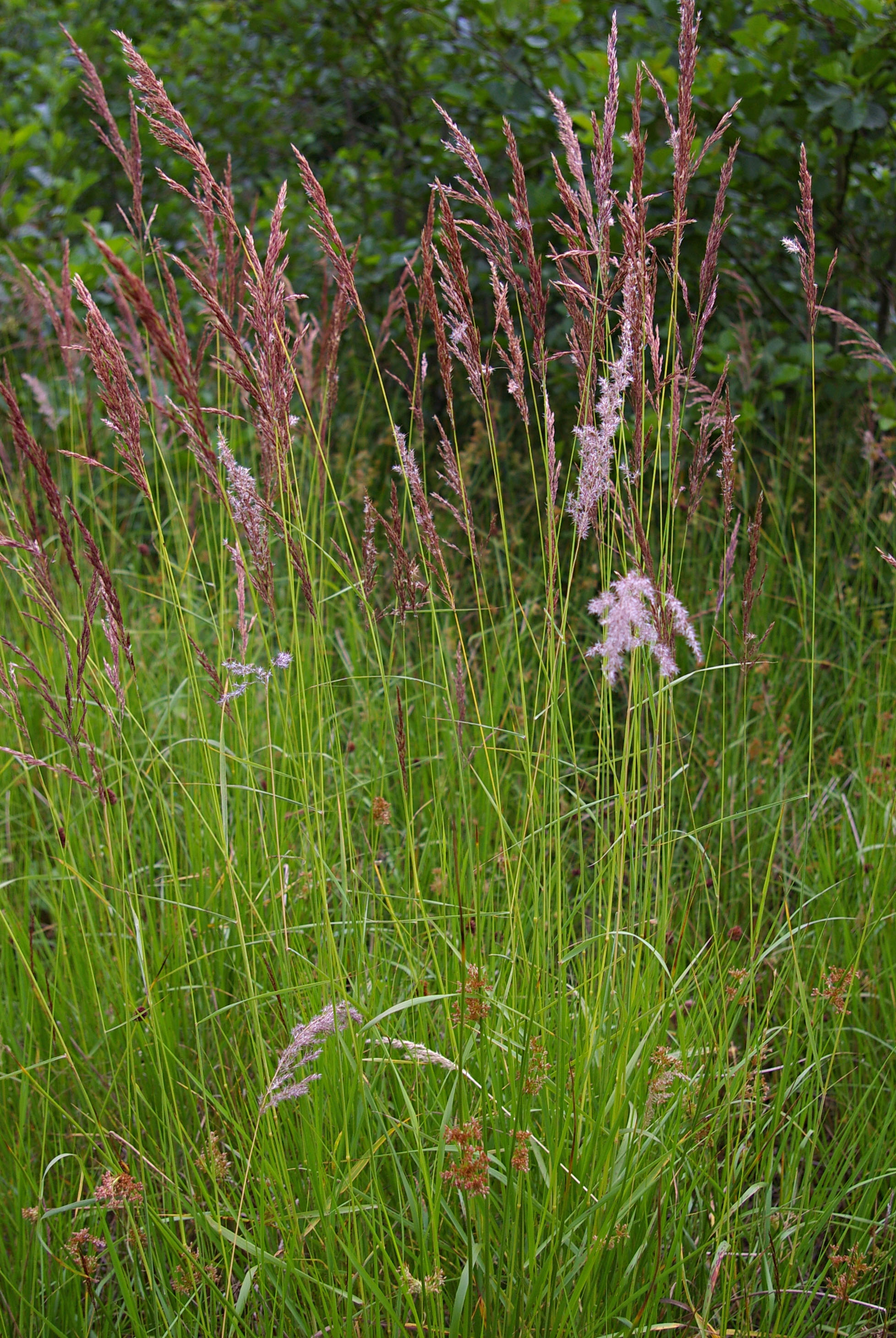
Sumpf-Reitgras (Calamagrostis canescens)

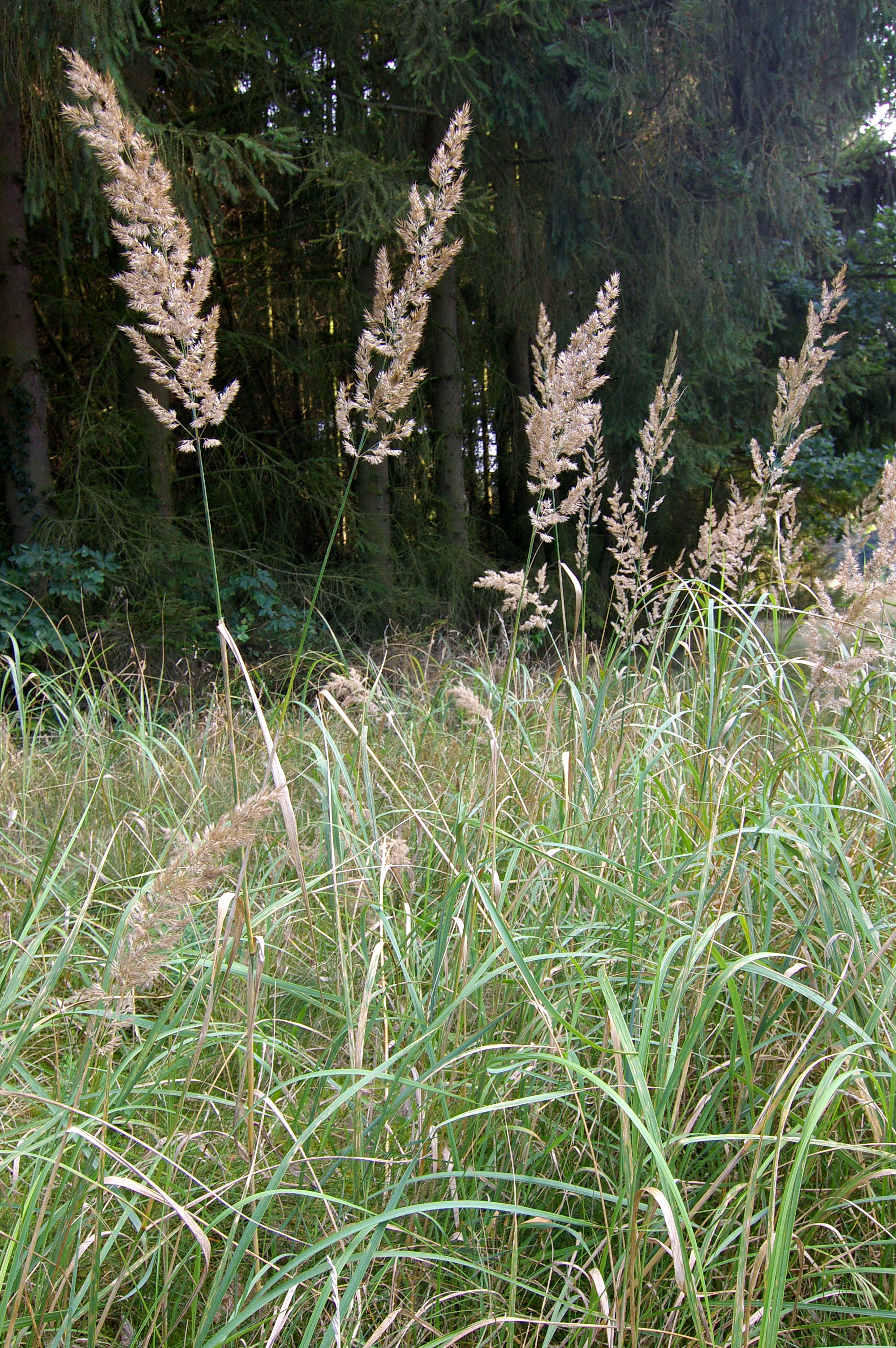
Land-Reitgras (Calamagrostis epigejos)

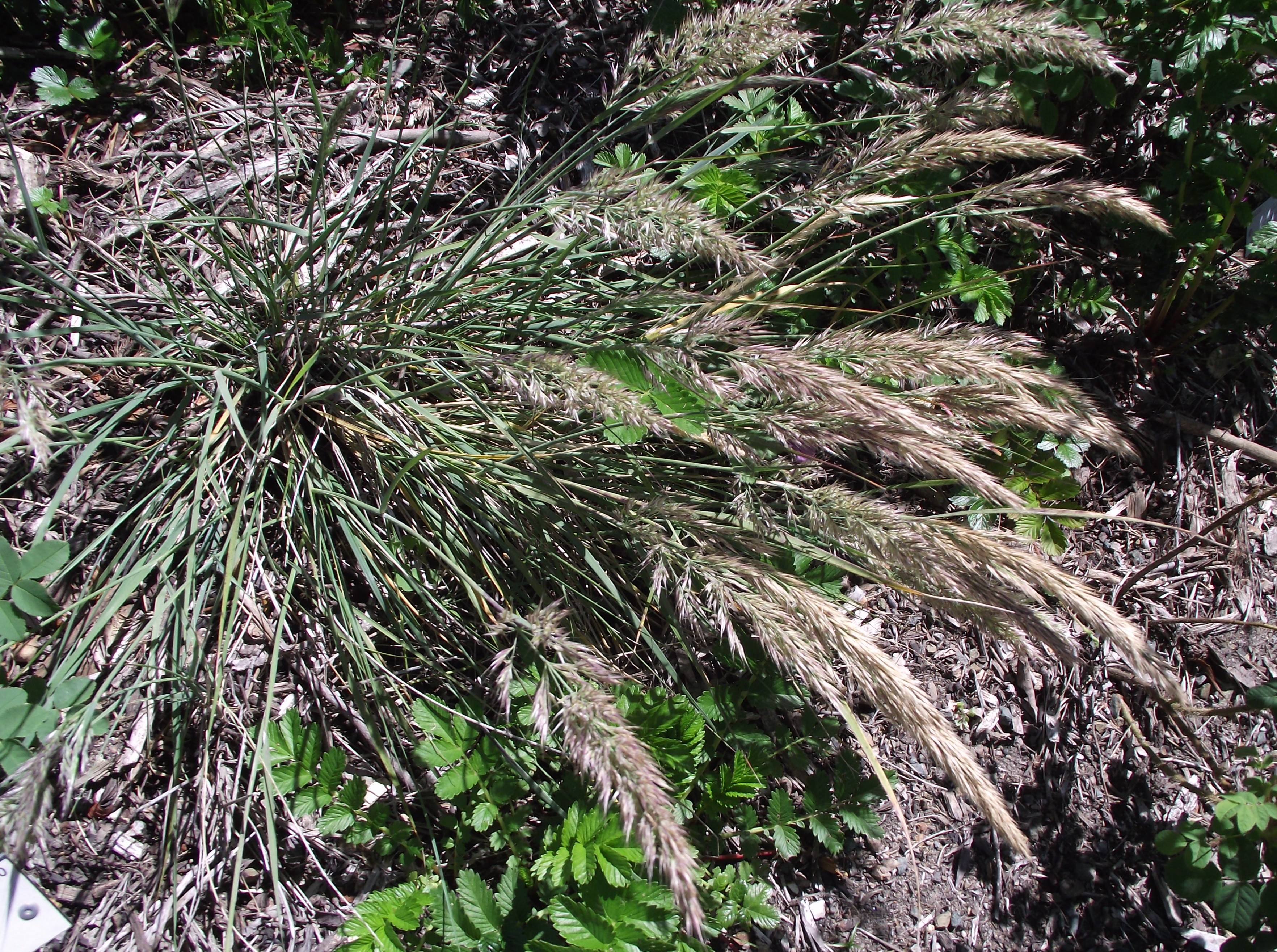
Calamagrostis foliosa

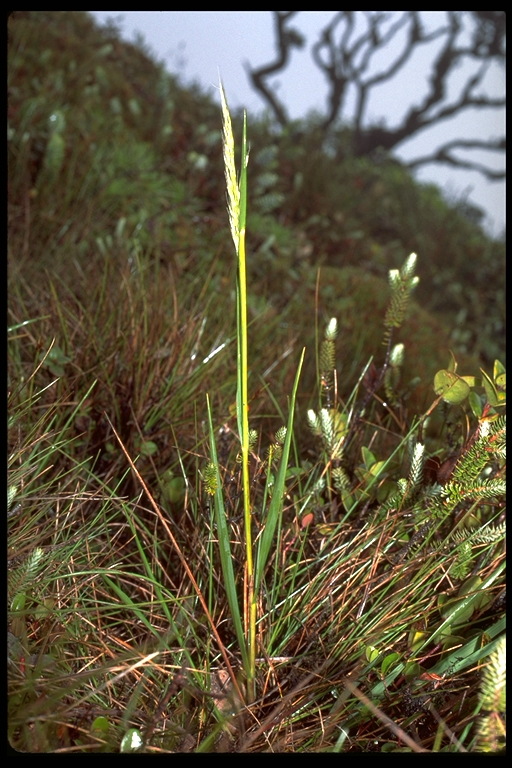
Calamagrostis hillebrandii

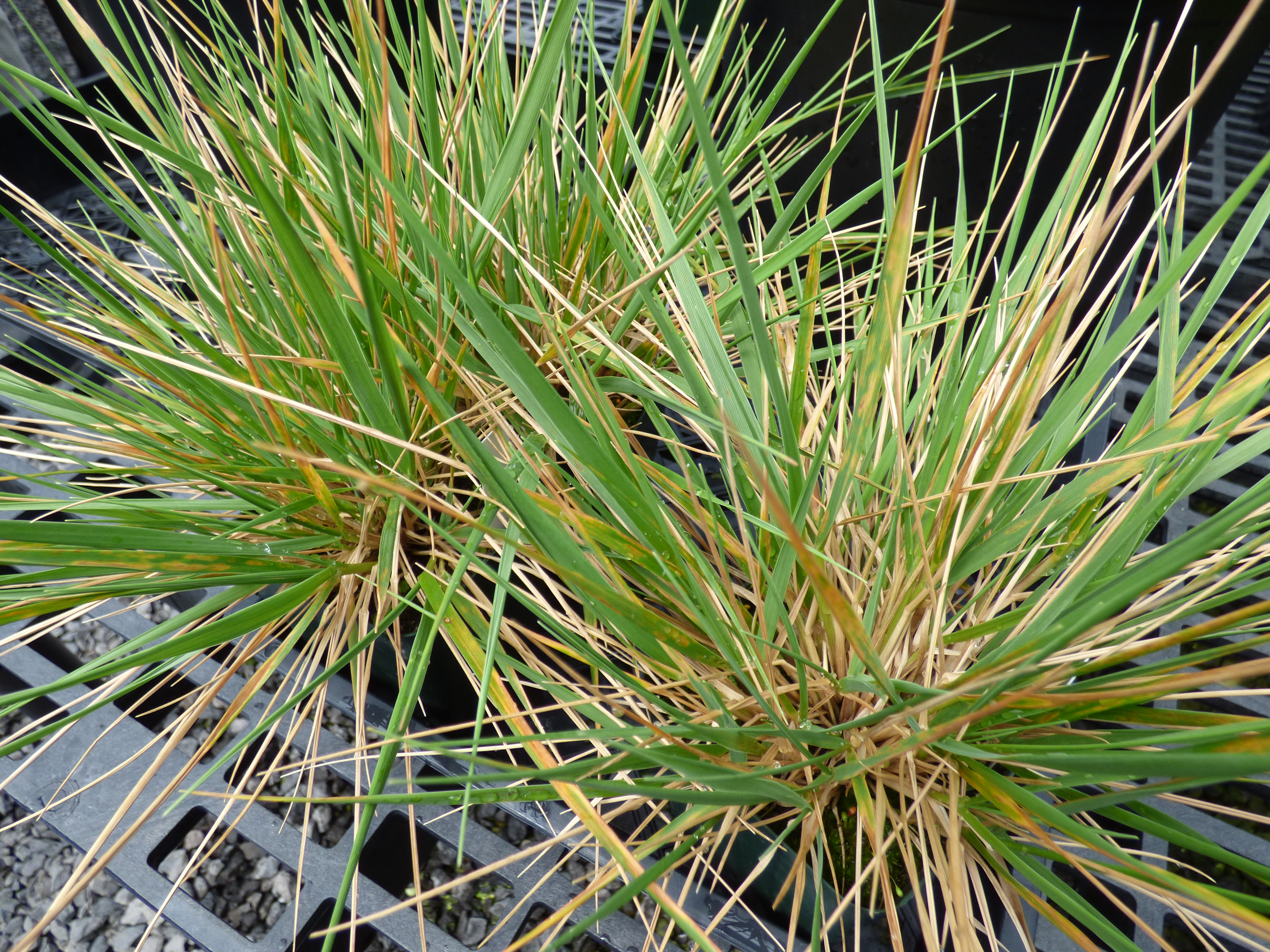
Laubblätter von Calamagrostis inexpansa

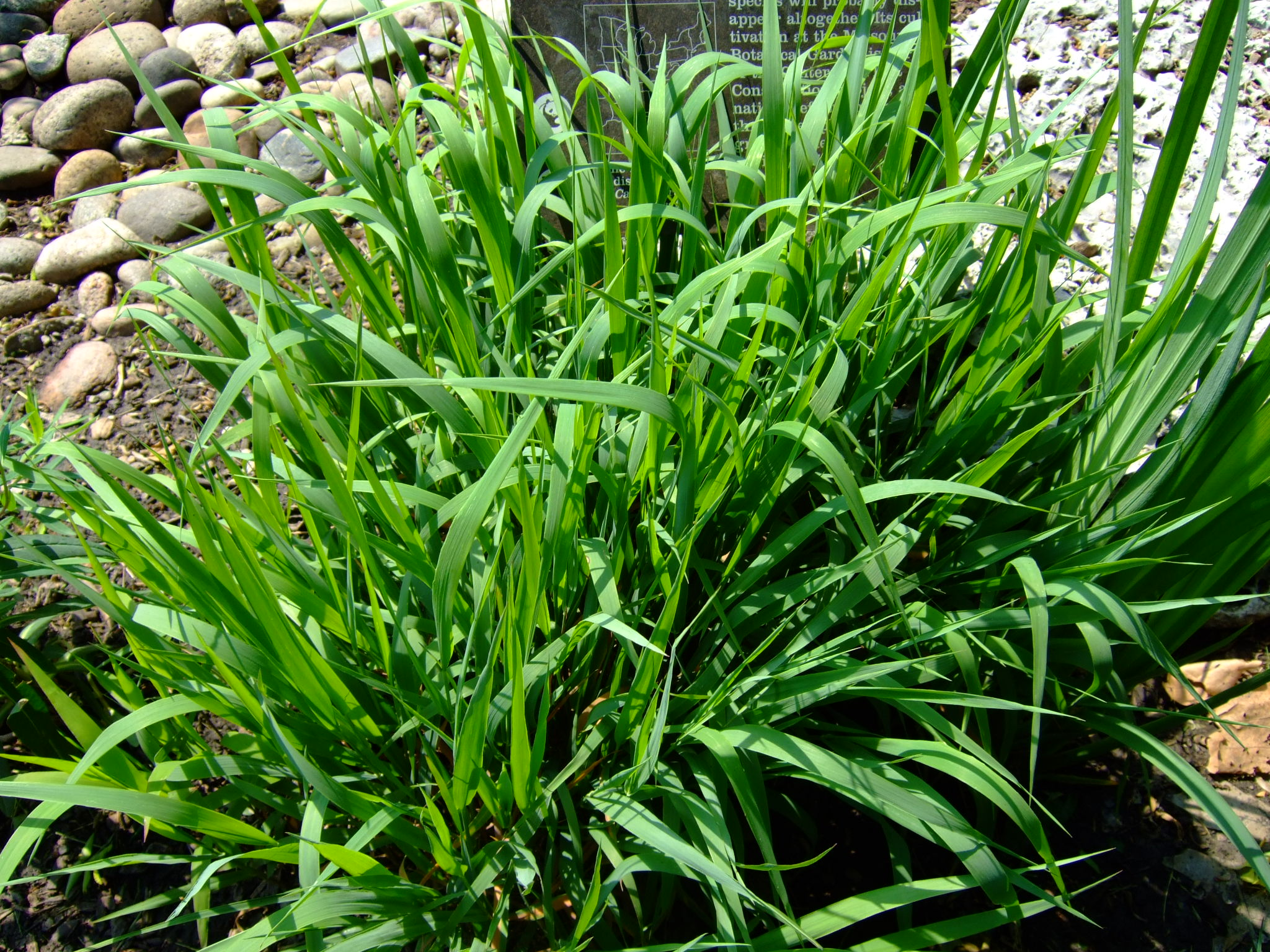
Laubblätter von Calamagrostis insperata

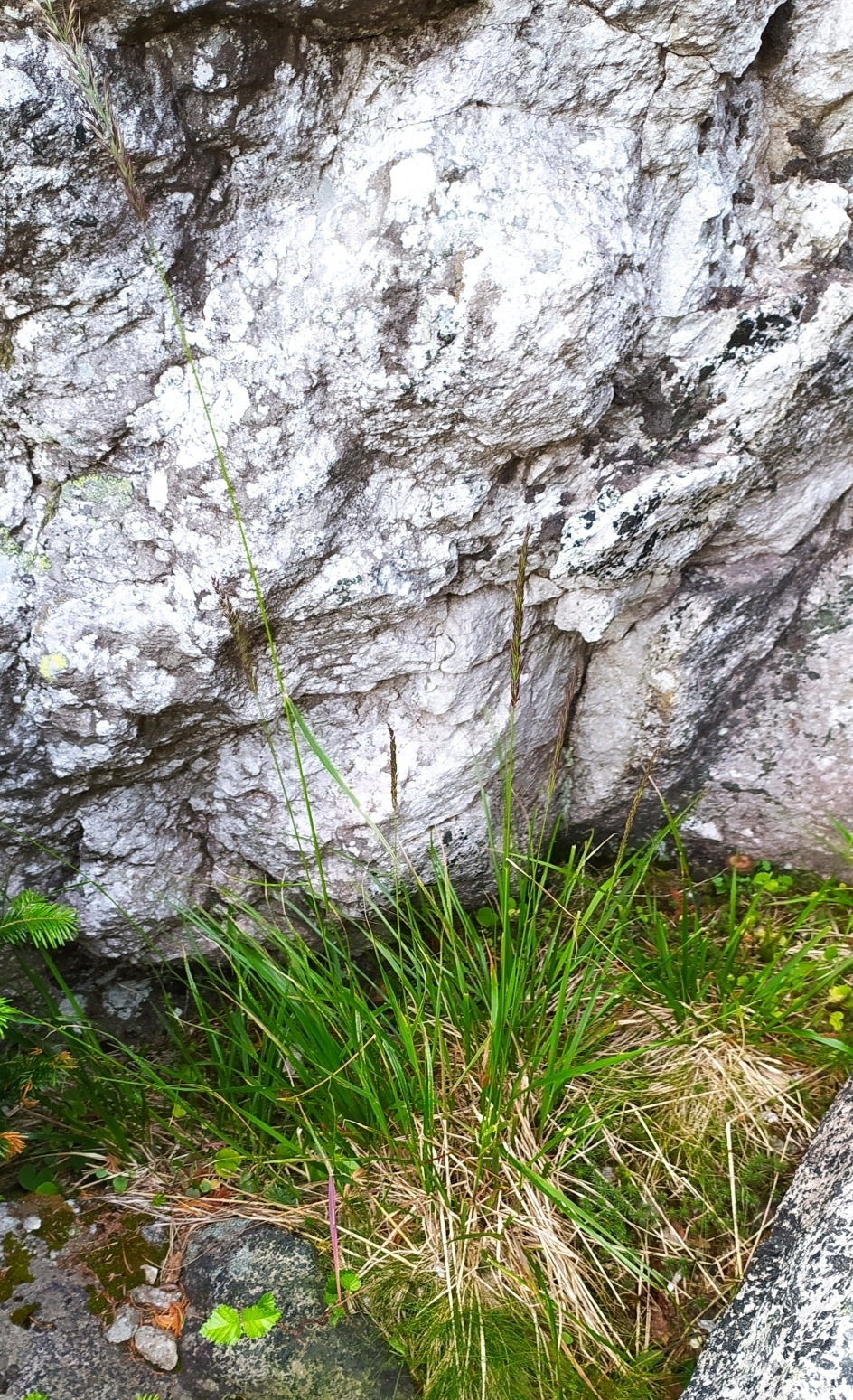
Calamagrostis lapponica

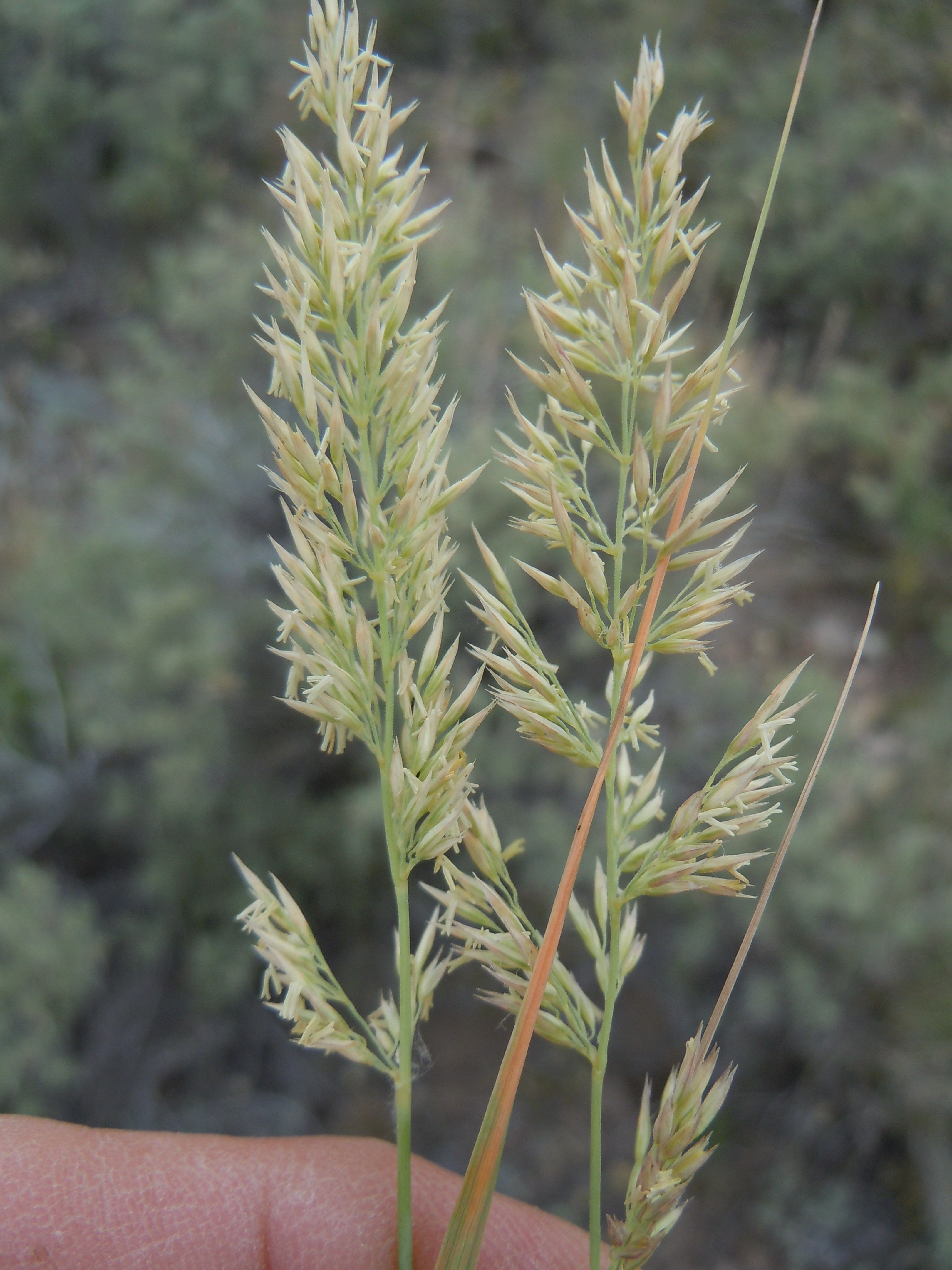
Calamagrostis montanensis

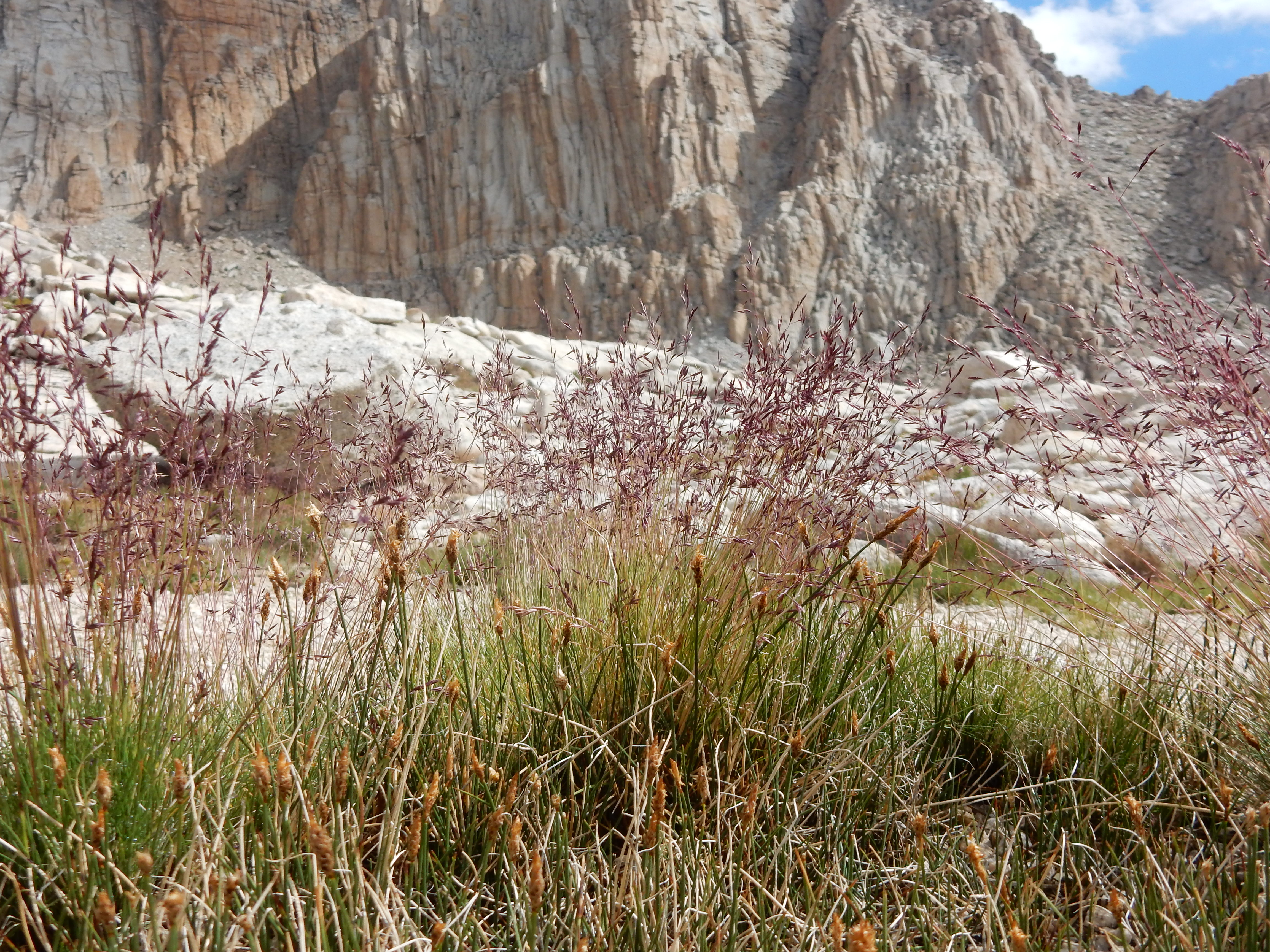
Calamagrostis muiriana

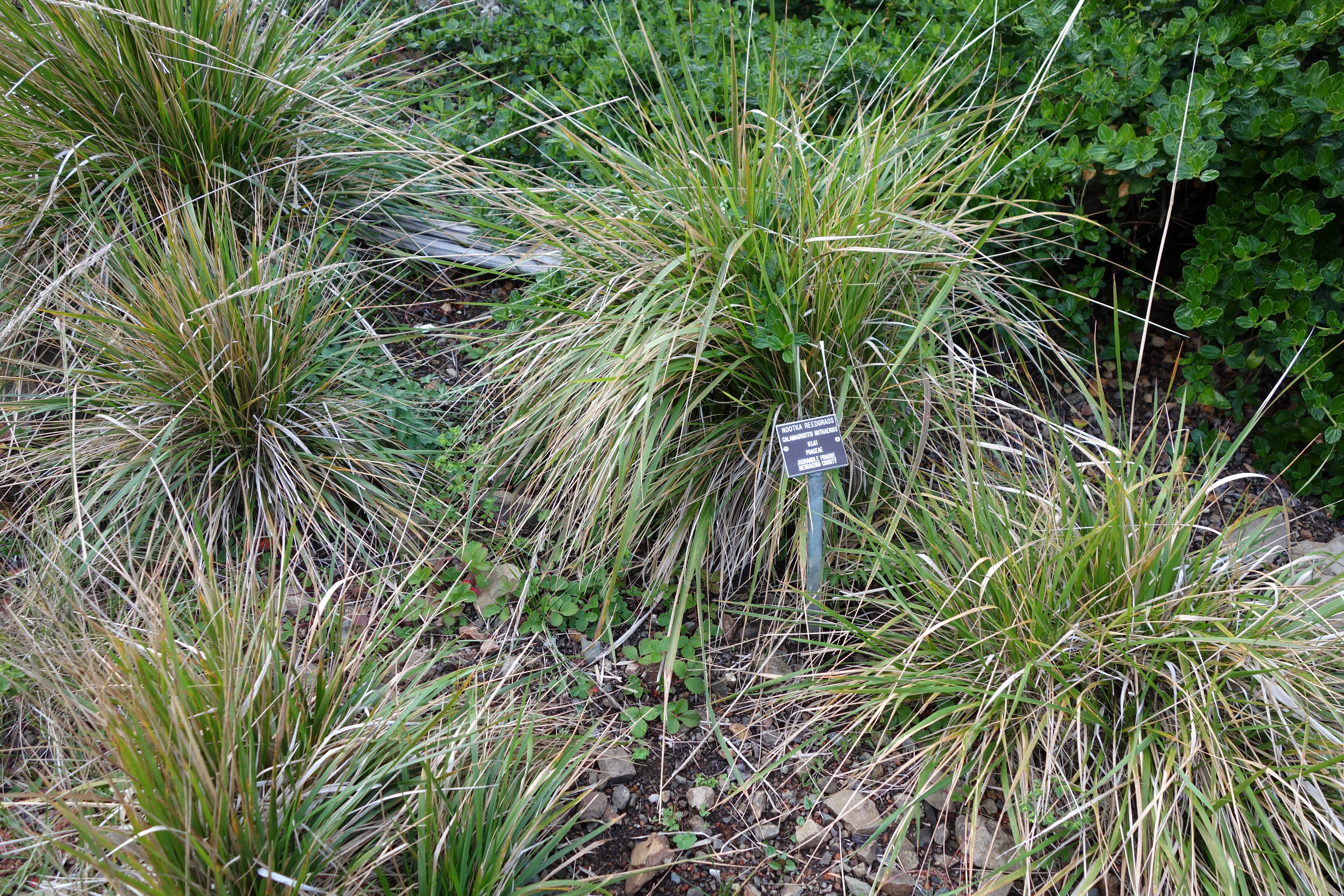
Habitus und Laubblätter von Calamagrostis nutkaensis

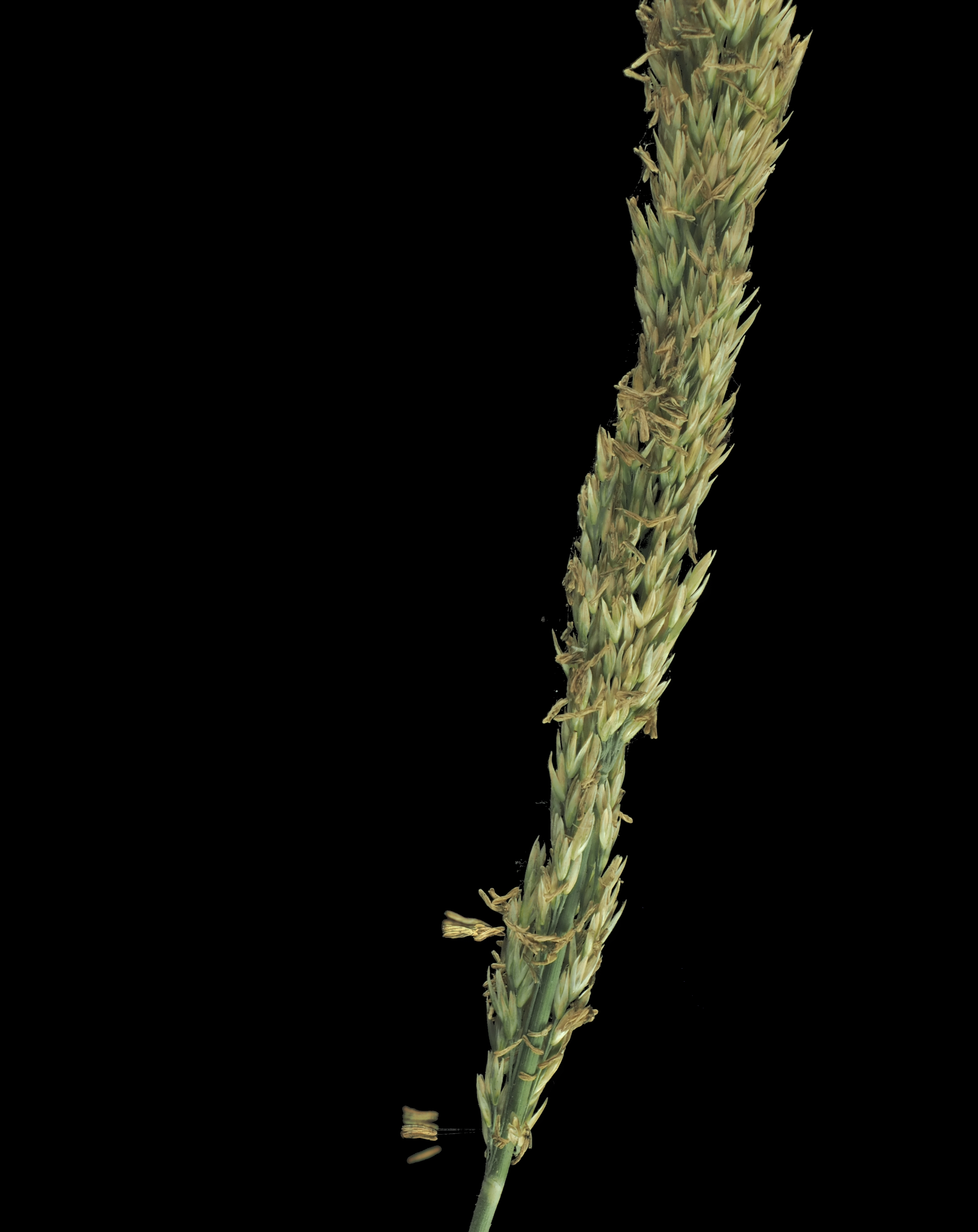
Blütenstand von Calamagrostis nutkaensis

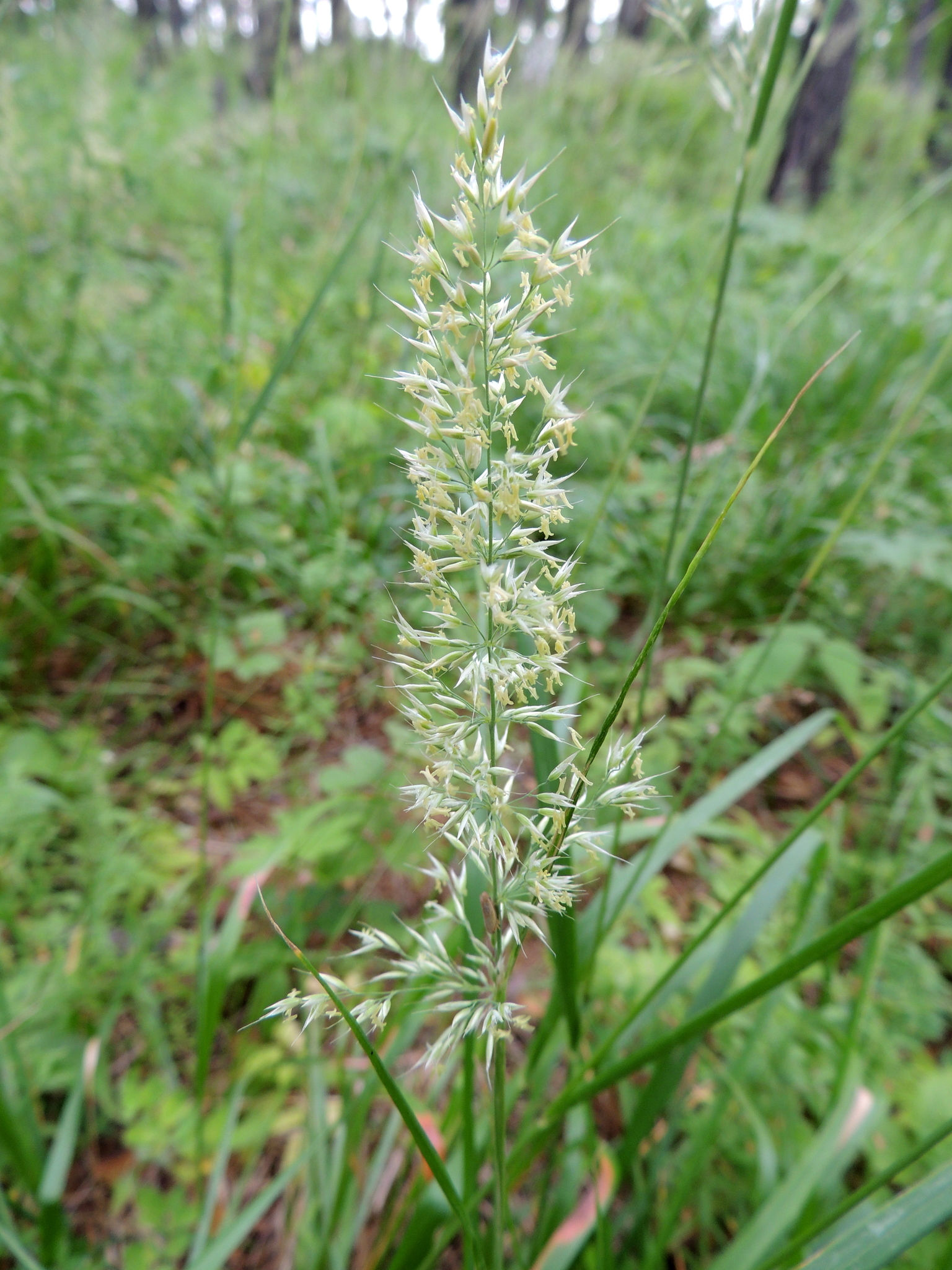
Blütenstand von Calamagrostis obtusata

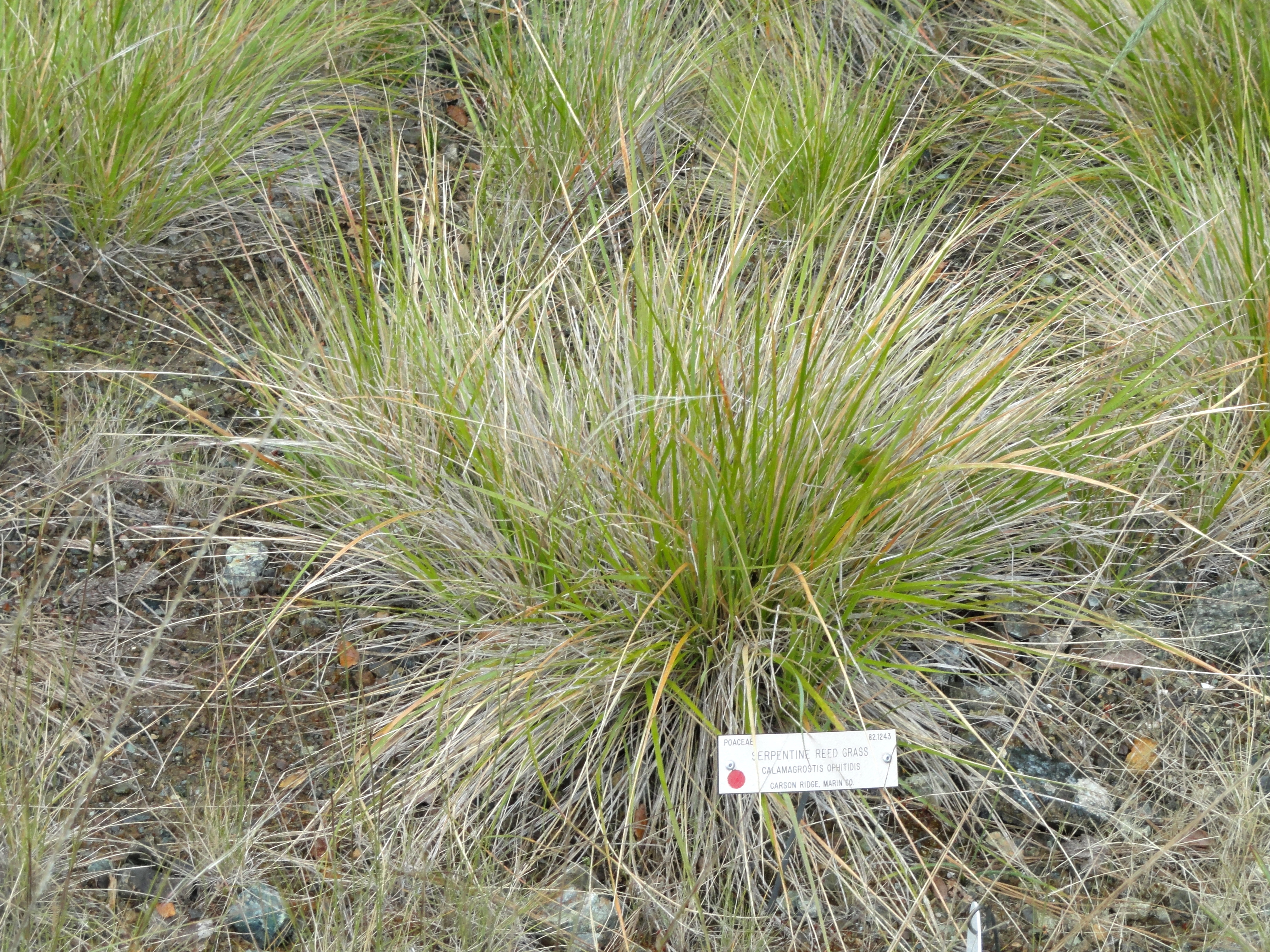
Habitus von Calamagrostis ophitidis

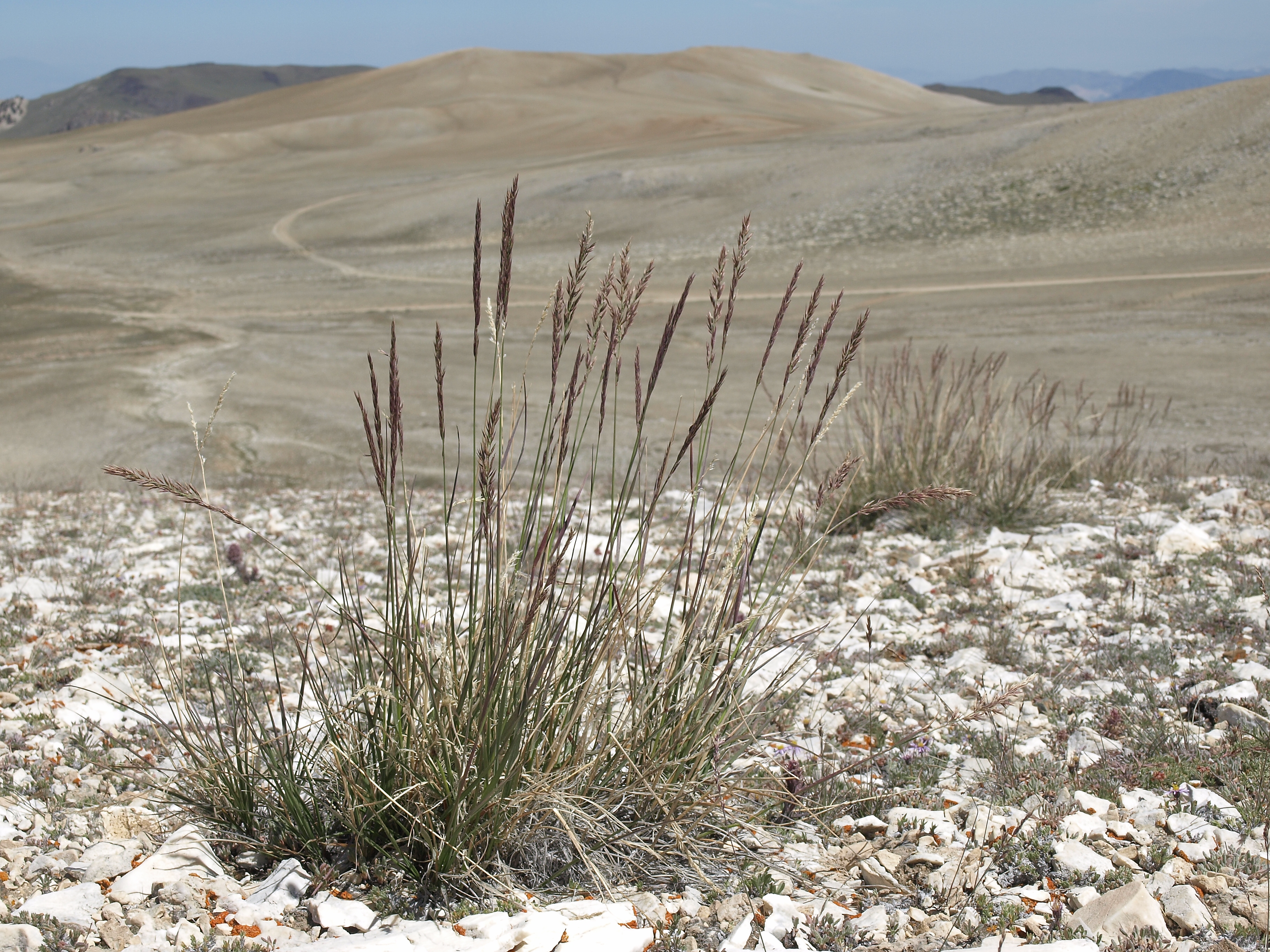
Habitus und Blütenstände von Calamagrostis purpurascens

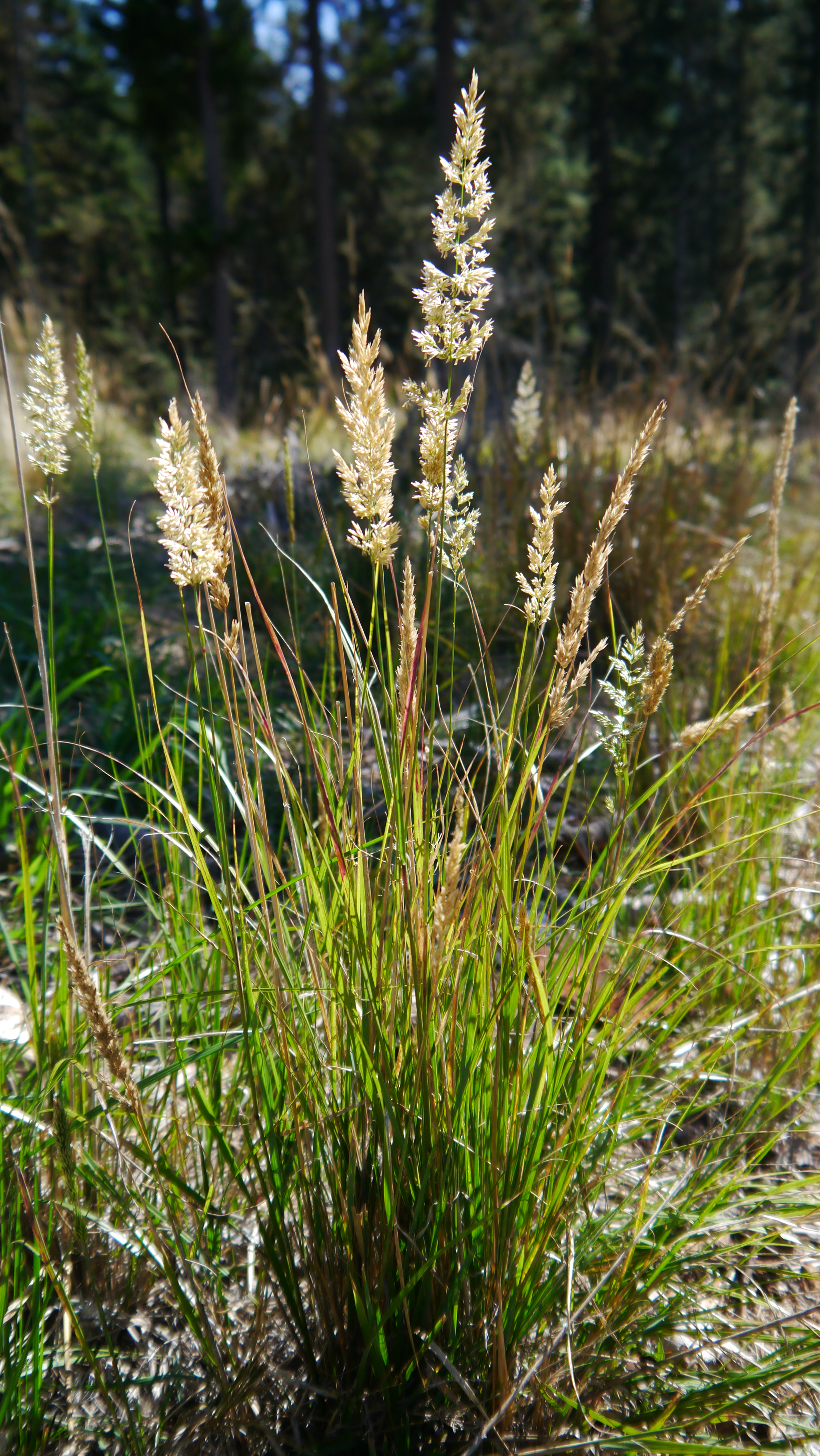
Calamagrostis rubescens

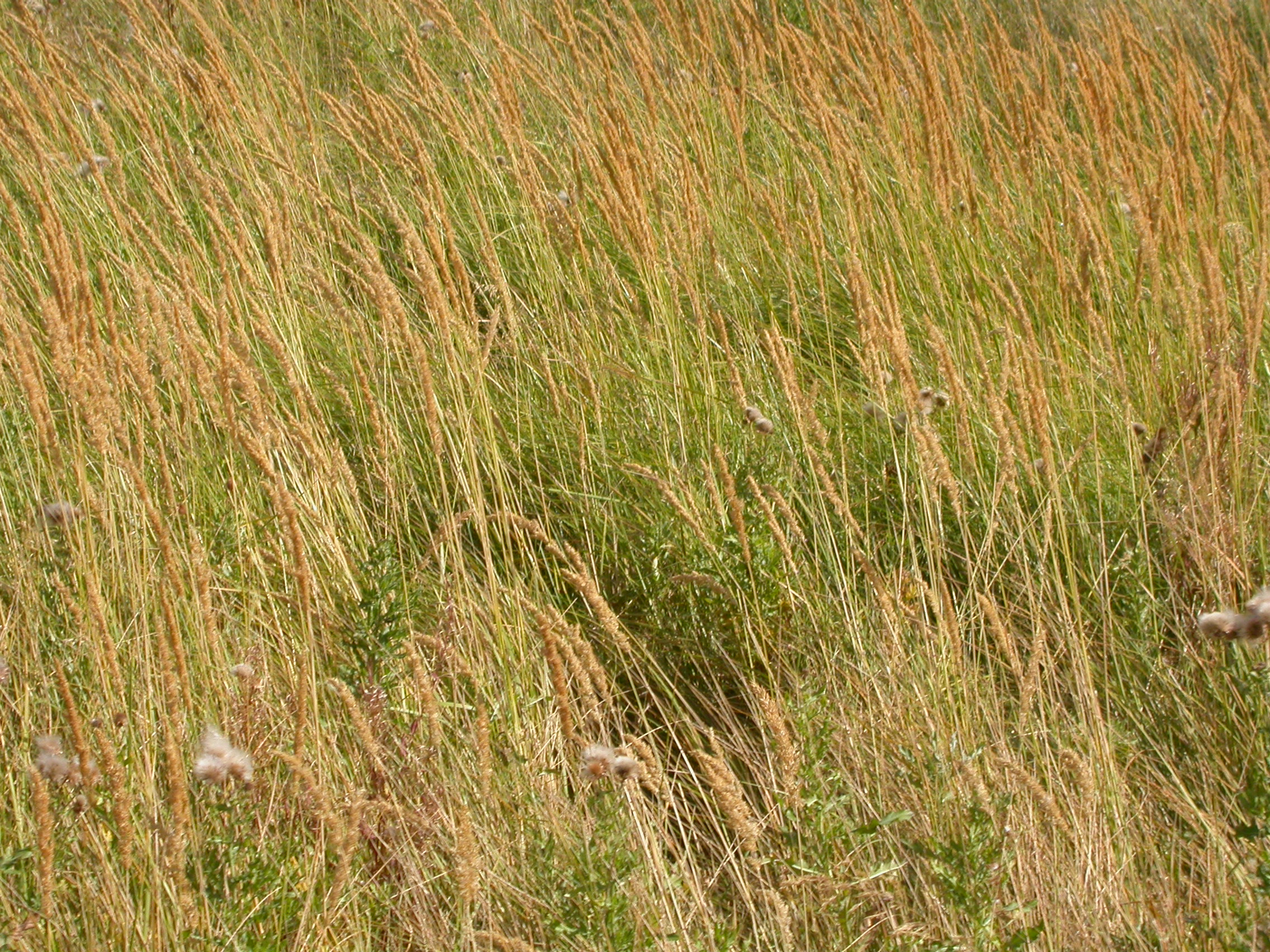
Calamagrostis stricta

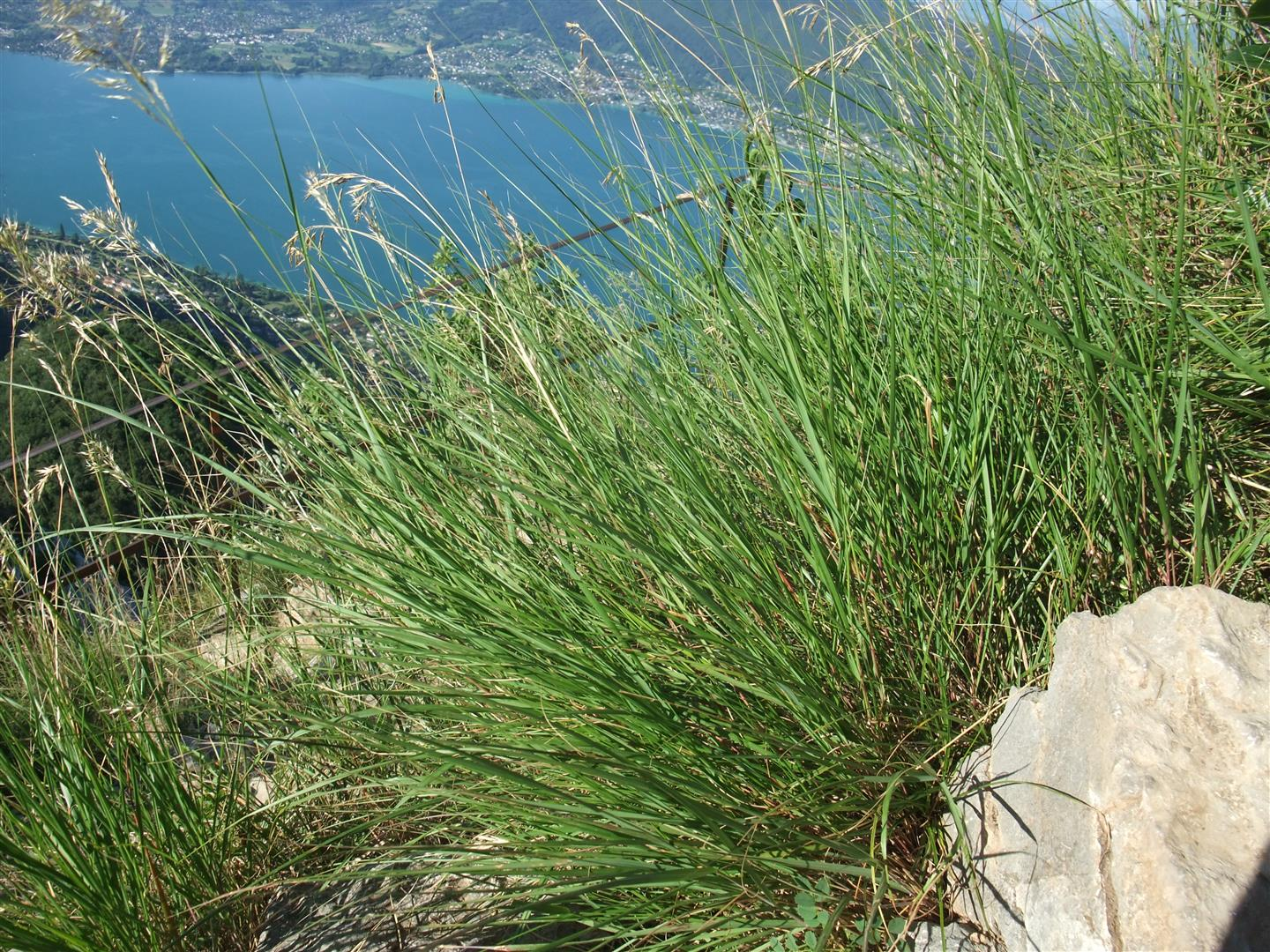
Berg-Reitgras (Calamagrostis varia)

### Arten, Naturhybriden und ihre Verbreitung
Die Gattung Calamagrostis ist weltweit verbreitet. Ein Mannigfaltigkeitszentrum liegt mit etwa 100 Arten in Südamerika. In der Gattung Calamagrostis s. l. etwa 230 Arten, von denen nach Fischer (2008) 14 in Europa vorkommen. In Mitteleuropa kommen acht bis neun Arten vor: Wald-Reitgras (Calamagrostis arundinacea), Sumpf-Reitgras (Calamagrostis canescens), Land-Reitgras (Calamagrostis epigejos), Ufer-Reitgras (Calamagrostis pseudophragmites), Purpur-Reitgras (Calamagrostis purpurea), Sächsisches Reitgras (Calamagrostis rivalis), Moor-Reitgras (Calamagrostis stricta), Berg-Reitgras (Calamagrostis varia), Wolliges Reitgras (Calamagrostis villosa).
In der Gattung Calamagrostis s. l. gibt etwa 153 bis 200 Arten:
- Calamagrostis abnormis (Hook. f.) U.Shukla: Sie kommt von Nepal bis Vietnam und zu den chinesischen Provinzen Yunnan und Guizhou vor.[4][5]
- Calamagrostis acuminata (Vickery) Govaerts: Sie kommt nur im australischen Bundesstaat New South Wales vor.[4]
- Calamagrostis adpressiramea Ohwi: Dieser Endemit kommt nur auf der japanischen Insel Kyushu vor.[4]
- Calamagrostis affinis (M.Gray) Govaerts: Sie kommt in australischen Bundesstaaten New South Wales sowie Victoria vor.[4]
- Calamagrostis ajanensis Kharkev. & Prob.: Sie kommt in Russlands Fernem Osten vor.[4]
- Calamagrostis alajica Litv.: Sie kommt in den zentralasiatischen Staaten Kasachstan, Kirgisistan sowie Tadschikistan vor.[4]
- Calamagrostis altaica Tzvelev: Sie kommt vom östlichen Kasachstan bis Xinjiang vor.[4]
- Calamagrostis angustifolia Kom.: Sie kommt vom südlichen Sibirien bis Korea und Russlands Fernem Osten vor.[4]
- Calamagrostis anthoxanthoides (Munro) Regel: Sie kommt von Afghanistan und Zentralasien bis Xinjiang und Tibet vor.[4]
- Calamagrostis appressa (Vickery) Govaerts: Sie kam in New South Wales nur im Gebiet von Hornsby vor und ist dort ausgestorben.[4]
- Calamagrostis archboldii Hitchc.: Sie kommt in Neuguinea vor.[4]
- Calamagrostis arenosa Charit.: Sie wurde 2011 aus Westsibirien erstbeschrieben.[4]
- Wald-Reitgras (Calamagrostis arundinacea (L.) Roth) (Syn.:Calamagrostis brachytricha Steud.): Es ist in den gemäßigte Gebieten Eurasiens und in Neuguinea weitverbreitet.[4]
- Calamagrostis atjehensis Ohwi: Sie kommt nur in Sumatra vor.[4]
- Calamagrostis australis (Moritzi) Buse: Sie kommt in Malesien von Java, Sulawesi, Sumatra, Kleinen Sunda-Inseln bis Neuguinea vor.[4]
- Calamagrostis autumnalis Koidz.: Sie kommt nur auf den japanischen Inseln Honshu sowie Kyushu vor.[4]
- Calamagrostis balkharica P.A.Smirn.: Sie kommt nur in Nordkaukasus vor.[4]
- Calamagrostis benthamiana (Vickery) Govaerts: Sie kommt in den australischen Bundesstaaten New South Wales, Victoria sowie in Tasmanien vor.[4]
- Calamagrostis bogotensis (Pilg.) Pilg.: Sie ist von Costa Rica über Panamá bis Kolumbien, Ecuador sowie Venezuela verbreitet.[4]
- Calamagrostis bolanderi Thurb.: Sie kommt nur in den westlichen US-Bundesstaaten Oregon sowie Kalifornien vor.[4]
- Calamagrostis borii Tzvelev: Sie kommt in Tibet sowie im westlichen Sichuan vor.[4]
- Calamagrostis brachyathera (Stapf) Govaerts: Sie kommt in den australischen Bundesstaaten New South Wales, Victoria sowie in Tasmanien vor.[4]
- Calamagrostis breviglumis (Benth.) Hack. ex Maiden & Betche: Sie kommt nur in den australischen Bundesstaaten östliches New South Wales sowie östliches Victoria vor.[4]
- Calamagrostis breviligulata (Fernald) Saarela: Sie kommt an den kanadischen Küsten und in den USA vor.[4]
- Calamagrostis breweri Thurb.: Sie kommt nur in den westlichen US-Bundesstaaten Oregon bis ins Kalifornien vor.[4]
- Calamagrostis burejensis Prob. & Barkalov: Sie wurde 2017 aus Russlands Fernem Osten aus Khabarovsk erstbeschrieben.[4]
- Calamagrostis caerulea Charit.: Sie wurde 2017 aus dem westlichen Sibirien erstbeschrieben.[4]
- Calamagrostis cainii Hitchc.: Sie kommt nur in den US-Bundesstaaten North Carolina sowie Tennessee vor.[4]
- Calamagrostis canadensis (Michx.) P.Beauv.: Sie ist von Grönland über das subarktische Nordamerika bis zu den USA verbreitet.[4]
- Sumpf-Reitgras (Calamagrostis canescens (Weber) Roth): Es ist von Europa bis zur Türkei und Sibirien weitverbreitet.[4]
- Calamagrostis carchiensis Laegaard: Sie wurde 1998 aus Kolumbien und Ecuador erstbeschrieben.[4]
- Calamagrostis carinata (Vickery) Govaerts: Sie kommt in den australischen Bundesstaaten New South Wales, Victoria sowie in Tasmanien vor.[4]
- Calamagrostis caucasica Trin.: Sie kommt im Kaukasusraum vor.[4]
- Calamagrostis chalybaea (Laest.) Fr.: Sie ist in Nordeuropa und Westsibirien verbreitet.[4]
- Calamagrostis chaseae Luces: Sie kommt nur im nordwestlichen Venezuela vor.[4]
- Calamagrostis cleefii Escalona: Sie wurde 1988 aus Kolumbien erstbeschrieben.[4]
- Calamagrostis conferta (Keng) P.C.Kuo & S.L.Lu: Sie kommt in der Inneren Mongolei und den chinesischen Provinzen Gansu, Qinghai sowie Shaanxi vor.[4]
- Calamagrostis congesta Charit.: Sie wurde 2011 aus dem westlichen Sibirien erstbeschrieben.[4]
- Calamagrostis crassiuscula (Vickery) Govaerts: Sie kommt in den australischen Bundesstaaten New South Wales sowie Victoria vor.[4]
- Calamagrostis curtoides (Rugolo & Villav.) Govaerts: Dieser Endemit kommt nur im bolivianischen La Paz vor.[4]
- Calamagrostis debilis Hook. f.: Sie kommt vom südöstlichen Tibet bis Sikkim vor.[4]
- Calamagrostis decipiens (R.Br.) Govaerts: Sie kommt vom südöstlichen Queensland bis Tasmanien vor.[4]
- Calamagrostis decora Hook. f.: Sie kommt im nordwestlichen Himalaja vor.[4]
- Calamagrostis deschampsiiformis C.E.Hubb.: Sie kommt nur in Tristan da Cunha vor.[4]
- Calamagrostis deschampsioides Trin.: Sie kommt im nördlichen und östlichen Russland, in Alaska und Kanada vor.[4]
- Calamagrostis diemii (Rúgolo) Soreng: Sie kommt vom zentralen Chile bis ins südliche Argentinien vor.[4]
- Calamagrostis diffusa (Keng) Keng f.: Sie kommt von Nepal bis China vor.[4]
- Calamagrostis divaricata P.M.Peterson & Soreng (Syn.: Peyritschia divaricata (P.M.Peterson & Soreng) P.M.Peterson, Soreng, Romasch. & Barberá): Sie kommt in Mexiko vor.[4]
- Calamagrostis divergens Swallen (Syn.: Cinnagrostis divergens (Swallen) P.M.Peterson, Soreng, Romasch. & Barberá): Sie kommt in Kolumbien vor.[4]
- Calamagrostis dmitrievae Tzvelev: Sie kommt im Kaukasusraum vor.[4]
- Calamagrostis drummondii (Steud.) Govaerts: Sie kommt im südwestlichen Australien vor.[4]
- Calamagrostis ecuadoriensis Laegaard (Syn.: Laegaardia ecuadoriense (Laegaard) P.M.Peterson, Soreng, Romasch. & Barberá): Sie kommt in Ecuador vor.[4]
- Calamagrostis effusa (Kunth) Steud. (Syn.: Paramochloa effusa (Kunth) P.M.Peterson, Soreng, Romasch. & Barberá): Sie kommt von Venezuela bis Ecuador vor.[4]
- Calamagrostis effusiflora (Rendle) P.C.Kuo & S.L.Lu ex J.L.Yang: Sie kommt vom östlichen Himalaja bis China vor.[4]
- Calamagrostis elatior (Griseb.) A.Camus: Sie kommt vom östlichen Himalaja bis Assam vor.[4]
- Calamagrostis eminens (J.Presl) Steud. (Syn.: Deschampsia eminens (J.Presl) Saarela): Sie kommt in Südamerika vor.[4]
- Calamagrostis emodensis Griseb.: Sie ist vom nördlichen Indien über Kaschmir, nördlichen Pakistan, Bhutan, Tibet bis zu den chinesischen Provinzen Shaanxi, Sichuan sowie Yunnan verbreitet.[5]
- Land-Reitgras (Calamagrostis epigejos (L.) Roth): Es ist in den gemäßigte Gebieten Eurasiens weitverbreitet. Sie ist in Nordamerika ein Neophyt. Sie kommt in einer besonderen Unterart in Afrika vor.[4]
- Calamagrostis erectifolia Hitchc. (Syn.: Peyritschia erectifolia (Hitchc.) P.M.Peterson, Soreng, Romasch. & Barberá): Sie kommt in Mexiko vor.[4]
- Calamagrostis eriantha (Kunth) Steud. (Syn.: Peyritschia eriantha (Kunth) P.M.Peterson, Soreng, Romasch. & Barberá): Sie kommt in Mexiko vor.[4]
- Calamagrostis expansa (Munro ex Hillebr.) Hitchc. (Syn.: Greeneochloa expansa (Munro ex Hillebr.) P.M.Peterson, Romasch. & Soreng): Sie kommt auf Hawaii vor.[4]
- Calamagrostis extremiorientalis (Tzvelev) Prob.: Sie kommt in China, Japan und im fernöstlichen Russland vor.[4]
- Calamagrostis fauriei Hack.: Sie kommt in Japan vor.[4]
- Calamagrostis fibrovaginata Laegaard (Syn.: Cinnagrostis coarctata (Kunth) P.M.Peterson, Soreng, Romasch. & Barberá): Sie kommt in Südamerika vor.[4]
- Calamagrostis fiebrigii Pilg. (Syn.: Cinnagrostis fiebrigii (Pilg.) P.M.Peterson, Soreng, Romasch. & Barberá): Sie kommt in Bolivien und in Argentinien vor.[4]
- Calamagrostis filifolia Merr. (Syn.: Pentapogon suizanensis (Hayata) P.M.Peterson, Romasch. & Soreng): Sie kommt in Taiwan und auf den Philippinen vor.[4]
- Calamagrostis filiformis Griseb.: Sie kommt vom Himalaja bis Yunnan vor.[4]
- Calamagrostis flaccida Keng f.: Sie kommt in Sichuan und Yunnan vor.[4]
- Calamagrostis foliosa Kearney: Sie kommt in Kalifornien vor.[4]
- Calamagrostis frigida (F.Muell. ex Benth.) Maiden & Betche (Syn.: Pentapogon frigidus (F.Muell. ex Benth.) P.M.Peterson, Romasch. & Soreng): Sie kommt in Australien vor.[4]
- Calamagrostis fulgida Laegaard: Sie kommt in Ecuador vor.[4]
- Calamagrostis fulva (Griseb.) Kuntze (Syn.: Deschampsia eminens var. fulva (Griseb.) Saarela): Sie kommt von Chile bis Argentinien vor.[4]
- Calamagrostis fuscata (J.Presl) Steud. (Syn.: Cinnagrostis fuscata (J.Presl) P.M.Peterson, Soreng, Romasch. & Barberá): Sie kommt in Südamerika vor.[4]
- Calamagrostis gamblei Paszko: Die 2012 erstbeschriebene Art kommt im westlichen Himalaja vor.[4]
- Calamagrostis gaoligongensis (Paszko) Paszko: Sie kommt vom südöstlichen Tibet bis Yunnan vor.[4]
- Calamagrostis gayana (Steud.) Soreng (Syn.: Deschampsia gayana (Steud.) Romasch., P.M.Peterson, Soreng & Barberá): Sie kommt in Chile und Argentinien vor.[4]
- Calamagrostis gigas Takeda[4]
- Calamagrostis glacialis (Wedd.) Hitchc.[4]
- Calamagrostis griffithii (Bor) G.Singh[4]
- Calamagrostis guamanensis Escalona[4]
- Calamagrostis guatemalensis Hitchc.[4]
- Calamagrostis gunniana (Nees) Reeder[4]
- Calamagrostis hackelii Lillo ex Stuck.[4]
- Calamagrostis hakonensis Franch. & Sav.[4]
- Calamagrostis hedbergii Melderis[4]
- Calamagrostis henryi (Rendle) P.C.Kuo & S.L.Lu ex J.L.Yang[4]
- Calamagrostis heterophylla (Wedd.) Pilg.[4]
- Calamagrostis hedinii Pilg. ex Hedin: Sie ist vom nordwestlichen Indien über Kaschmir, Pakistan, Kirgisistan, Tadschikistan, Tibet, Xinjiang bis zu den chinesischen Provinzen Qinghai sowie Sichuan verbreitet[5]
- Calamagrostis hieronymi Hack.[4]
- Calamagrostis hillebrandii (Munro ex Hillebr.) C.L.Hitchc.[4]
- Calamagrostis hirta (Sodiro ex Mille) Laegaard[4]
- Calamagrostis holciformis Jaub. & Spach[4]
- Calamagrostis holmii Lange[4]
- Calamagrostis howellii Vasey[4]
- Calamagrostis hupehensis (Rendle) Chase[4]
- Calamagrostis imbricata (Vickery) Govaerts[4]
- Calamagrostis inaequalis (Vickery) Govaerts[4]
- Calamagrostis inexpansa A.Gray[4]
- Calamagrostis insperata Swallen[4]
- Calamagrostis intermedia (J.Presl) Steud.[4]
- Calamagrostis involuta Swallen[4]
- Calamagrostis jamesonii Steud.[4]
- Calamagrostis kalarica Tzvelev[4]
- Calamagrostis kengii T.F.Wang: Sie gedeiht im Wald, am Waldrand, feuchten Standorten und auf Ödland nur in den chinesischen Provinzen Heilongjiang sowie Jilin.[5]
- Calamagrostis killipii Swallen[4]
- Calamagrostis koelerioides Vasey[4]
- Calamagrostis kokonorica Keng ex Tzvelev[4]
- Calamagrostis korotkyi Litv.[4]
- Calamagrostis korshinskyi Litv.[4]
- Calamagrostis lahulensis G.Singh[4]
- Calamagrostis lapponica (Wahlenb.) Hartm.[4]
- Calamagrostis lawrencei (Vickery) Govaerts[4]
- Calamagrostis leiophylla (Wedd.) Hitchc.[4]
- Calamagrostis leonardii Chase[4]
- Calamagrostis levipes (Keng) P.C.Kuo & S.L.Lu ex J.L.Yang[4]
- Calamagrostis licentiana Hand.-Mazz.[4]
- Calamagrostis ligulata (Kunth) Hitchc.[4]
- Calamagrostis linifolia Govaerts[4]
- Calamagrostis llanganatensis Laegaard[4]
- Calamagrostis longiseta Hack.[4]
- Calamagrostis macbridei Tovar[4]
- Calamagrostis macilenta (Griseb.) Litv.[4]
- Calamagrostis macrophylla (Pilg.) Pilg.[4]
- Calamagrostis malamalensis Hack. ex Stuck.[4]
- Calamagrostis mandoniana (Wedd.) Pilg.[4]
- Calamagrostis matsumurae Maxim.[4]
- Calamagrostis mckiei (Vickery) Govaerts[4]
- Calamagrostis menhoferi Govaerts[4]
- Calamagrostis meridensis (Luces) Briceño[4]
- Calamagrostis mesathera (Vickery) Govaerts[4]
- Calamagrostis microseta (Vickery) Govaerts[4]
- Calamagrostis minarovii Hüseyin[4]
- Calamagrostis minima (Pilg.) Tovar[4]
- Calamagrostis minor (Benth.) J.M.Black[4]
- Calamagrostis mollis Pilg.[4]
- Calamagrostis montanensis (Scribn.) Scribn. ex Vasey[4]
- Calamagrostis moupinensis Franch.[4]
- Calamagrostis muiriana B.L.Wilson & Sami Gray[4]
- Calamagrostis mulleri Luces[4]
- Calamagrostis munroi Boiss.[4]
- Calamagrostis nagarum (Bor) G.Singh[4]
- Calamagrostis nardifolia (Griseb.) Hack. ex Stuck.[4]
- Calamagrostis neesii Steud.[4]
- Calamagrostis neocontracta Govaerts[4]
- Calamagrostis niitakayamensis Honda[4]
- Calamagrostis ningxiaensis D.Z.Ma & J.N.Li[4]
- Calamagrostis nitidula Pilg.[4]
- Calamagrostis nivicola (Hook. f.) Hand.-Mazz.[4]
- Calamagrostis nudiflora (Vickery) Govaerts[4]
- Calamagrostis nutkaensis (J.Presl) Steud.[4]
- Calamagrostis obtusata Trin.[4]
- Calamagrostis ophitidis (Howell) Nygren[4]
- Calamagrostis orbignyana (Wedd.) Pilg.[4]
- Calamagrostis orizabae (Rupr. ex E.Fourn.) Beal[4]
- Calamagrostis ovata (J.Presl) Steud.[4]
- Calamagrostis parsana (Bor) M.Dogan[4]
- Calamagrostis parviseta (Vickery) Reeder[4]
- Calamagrostis patagonica (Speg.) Makloskie[4]
- Calamagrostis pavlovii (Roshev.) Roshev.[4]
- Calamagrostis perplexa Scribn.[4]
- Calamagrostis petelotii (Hitchc.) Govaerts[4]
- Calamagrostis pickeringii A.Gray[4]
- Calamagrostis pinetorum Swallen[4]
- Calamagrostis pisinna Swallen[4]
- Calamagrostis pittieri Hack.[4]
- Calamagrostis planifolia (Kunth) Trin. ex Steud.[4]
- Calamagrostis poluninii T.J.Sørensen[4]
- Calamagrostis polycephala Vaniot[4]
- Calamagrostis polygama (Griseb.) Parodi[4]
- Calamagrostis porteri A.Gray[4]
- Calamagrostis preslii (Kunth) Hitchc.[4]
- Calamagrostis pringlei Beal[4]
- Calamagrostis przevalskyi Tzvelev[4]
- Ufer-Reitgras (Calamagrostis pseudophragmites (Haller f.) Koeler): Es ist von Europa bis Japan und zum Himalaja verbreitet.[4]
- Calamagrostis pungens Tovar[4]
- Calamagrostis purpurascens R.Br.[4]
- Purpur-Reitgras (Calamagrostis purpurea (Trin.) Trin.): Es ist in subarktischen und subalpinen Gebieten der Nordhalbkugel verbreitet.[4] Mit den Unterarten:[8]
  - Calamagrostis purpurea subsp. langsdorffii (Link) Tzvelev: Sie kommt in Europa nur in Russland vor.[8]
  - Calamagrostis purpurea subsp. phragmitoides (Hartm.) Tzvelev (Syn.:Calamagrostis phragmitoides Hartm.)
  - Calamagrostis purpurea subsp. purpurea
- Calamagrostis pusilla Reeder[4]
- Calamagrostis quadriseta (Labill.) Spreng.[4]
- Calamagrostis radicans Vaniot[4]
- Calamagrostis ramonae Escalona[4]
- Calamagrostis rauhii Tovar[4]
- Calamagrostis recta (Kunth) Trin. ex Steud.[4]
- Calamagrostis reflexa (Vickery) Govaerts[4]
- Calamagrostis reitzii Swallen[4]
- Calamagrostis rigescens (J.Presl) Scribn.[4]
- Calamagrostis rigida (Kunth) Trin. ex Steud.[4]
- Sächsisches Reitgras (Calamagrostis rivalis (Torges) H.Scholz,[9] Syn.: Calamagrostis pseudopurpurea Gerstl. ex O.R. Heine): Dieser Endemit kommt nur in Sachsen und Sachsen-Anhalt vor. Wird von manchen Autoren aber als Synonym zu Calamagrostis purpurea (Trin.) Trin. gestellt.[4][4]
- Calamagrostis rodwayi (Vickery) Govaerts[4]
- Calamagrostis rosea (Griseb.) Hack.[4]
- Calamagrostis rubescens Buckley[4]
- Calamagrostis rupestris Trin.[4]
- Calamagrostis sachalinensis F.Schmidt[4]
- Calamagrostis sajanensis Malyschev[4]
- Calamagrostis salina Tzvelev[4]
- Calamagrostis scaberula Swallen[4]
- Calamagrostis scabrescens Griseb. (Syn.: Deyeuxia scabrescens (Griseb.) Munro ex Duthie, Deyeuxia dispar L.Liu, Deyeuxia sikangensis Keng, Deyeuxia simlensis Bor, Calamagrostis scabrescens var. humilis Griseb., Calamagrostis simlensis (Bor) G.Singh, Calamagrostis sikangensis (Keng) P.C.Kuo & S.L.Lu ex J.L.Yang)[4]
- Calamagrostis scabriflora Swallen[4]
- Calamagrostis schmidtiana Tzvelev & Prob.: Sie wurde 2010 aus Sachalin erstbeschrieben.[4]
- Calamagrostis sclerantha Hack.[4]
- Calamagrostis sclerophylla (Stapf) Hitchc.[4]
- Calamagrostis scopulorum M.E.Jones[4]
- Calamagrostis scotica (Druce) Druce[4]
- Calamagrostis sesquiflora (Trin.) Tzvelev[4]
- Calamagrostis setiflora (Wedd.) Pilg.[4]
- Calamagrostis sichuanensis J.L.Yang[4]
- Calamagrostis sichotensis Tzvelev & Prob.: Sie wurde 2010 aus Russlands Fernen Osten erstbeschrieben.[4]
- Calamagrostis sinelatior (Keng) P.C.Kuo & S.L.Lu ex J.L.Yang (Syn.: Deyeuxia sinelatior Keng)[4]: Sie gedeiht im Wald und am Waldrand in Höhenlagen von 1000 bis 3200 Metern in den chinesischen Provinzen Henan, Shaanxi sowie Sichuan.[5]
- Calamagrostis smirnowii Litv. ex Petrov[4]
- Calamagrostis spicigera (J.Presl) Steud.[4]
- Calamagrostis spruceana (Wedd.) Hack. ex Sodiro[4]
- Calamagrostis srilankensis Davidse[4]
- Calamagrostis staintonii G.Singh[4]
- Calamagrostis stenophylla Hand.-Mazz.[4]
- Calamagrostis steyermarkii Swallen[4]
- Calamagrostis stolizkai Hook. f.[4]
- Moor-Reitgras (Calamagrostis stricta (Timm) Koeler): Es ist in subarktischen bis gemäßigten Gebieten der Nordhalbkugel verbreitet und kommt von Peru bis zum südlichen Südamerika vor.[4]
- Calamagrostis subacrochaet Nakai[4]
- Calamagrostis sublanceolata Honda[4]
- Calamagrostis suka Speg.[4]
- Calamagrostis tacomensis K.L.Marr & Hebda[4]
- Calamagrostis tarmensis Pilg.[4]
- Calamagrostis tashiroi Ohwi[4]
- Calamagrostis teberdensis Litv.[4]
- Calamagrostis teretifolia Laegaard[4]
- Calamagrostis tianschanica Rupr.[4]
- Calamagrostis tibetica (Bor) Tzvelev[4]
- Calamagrostis tolucensis (Kunth) Trin. ex Steud.[4]
- Calamagrostis trichodonta (Wedd.) Soreng[4]
- Calamagrostis turkestanica Hack.[4]
- Calamagrostis tweedyi (Scribn.) Scribn.[4]
- Calamagrostis tzvelevii Hüseyin[4]
- Calamagrostis valida Sohns[4]
- Berg-Reitgras (Calamagrostis varia (Schrad.) Host): Es kommt in Europa vor.[4]
- Calamagrostis velutina (Nees & Meyen) Steud.[4]
- Calamagrostis veresczaginii Zolot.[4]
- Calamagrostis vicunarum (Wedd.) Pilg.[4]
- Wolliges Reitgras (Calamagrostis villosa (Chaix) J.F.Gmel.): Es kommt von Frankreich bis zur Ukraine vor.[4]
- Calamagrostis violacea (Wedd.) Hack.[4]
- Calamagrostis viridiflavescens (Poir.) Steud.[4]
- Calamagrostis viridis (Phil.) Soreng[4]
- Calamagrostis vulcanica Swallen[4]
- Calamagrostis yanyuanensis J.L.Yang[4]
- Calamagrostis youngii (Hook. f.) Buchanan[4]
- Calamagrostis zenkeri (Trin.) Davidse (Syn.: Agrostis zenkeri Trin.): Sie kommt im südwestlichen Indien vor.[4]

Es gibt etwa 27 Naturhybride:

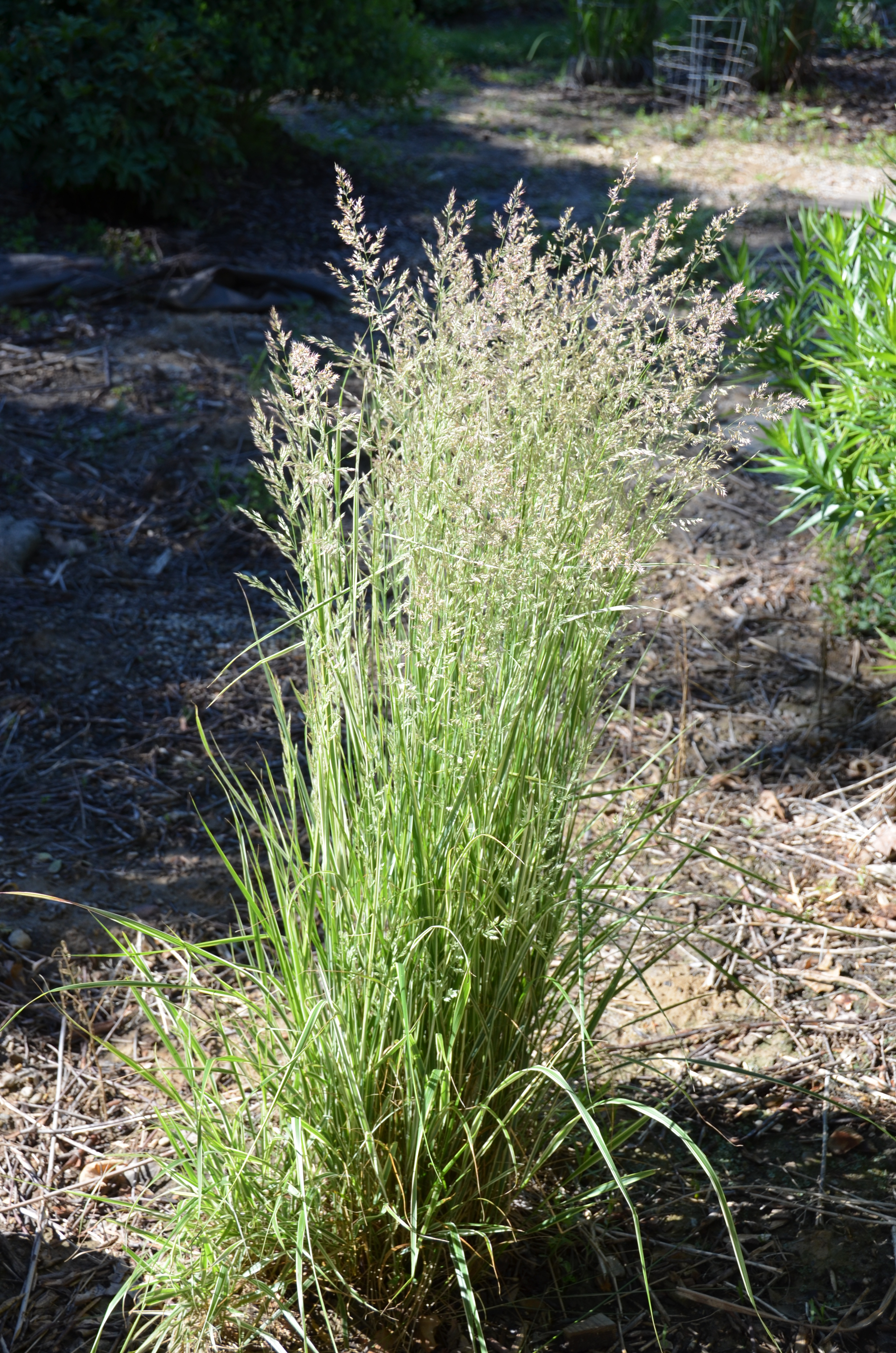
Habitus der Sorte Calamagrostis ×acutiflora ‘Overdam’

- Calamagrostis ×acutiflora (Schrad.) DC. = Calamagrostis arundinacea × Calamagrostis epigejos: Sie kommt disjunkt in Europa und im zentraleuropäischen Russland und in Russlands Fernem Osten vor.[4]
- Calamagrostis ×andrejewii Litv. = Calamagrostis arundinacea × Calamagrostis obtusata: Sie kommt von Nordosteuropa bis Sibirien vor.[4]
- Calamagrostis ×badzhalensis Prob. = Calamagrostis korotkyi × Calamagrostis purpurascens: Sie kommt in Russlands Fernem Osten vor.[4]
- Calamagrostis ×bihariensis Simonk.[4]
- Calamagrostis ×conwentzii Ulbr.[4]
- Calamagrostis ×czerepanovii Husseinov[4]
- Calamagrostis ×filipes (Keng) P.C.Kuo & S.L.Lu ex J.L.Yang = Calamagrostis stenophylla × Calamagrostis tripilifera: Sie kommt in China vor.[4]
- Calamagrostis ×hartmaniana Fr.[4]
- Calamagrostis ×haussknechtiana Torges[4]
- Calamagrostis ×kotulae Zapal.[4]
- Calamagrostis ×kuznetzovii Tzvelev[4]
- Calamagrostis ×paradoxa Lipsky[4]
- Calamagrostis ×ponojensis Montell[4]
- Calamagrostis ×prahliana Torges[4]
- Calamagrostis ×pseudodeschampsioides Tzvelev[4]
- Calamagrostis ×rigens Lindgr.[4]
- Calamagrostis ×strigosa (Wahlenb.) Hartm.[4]
- Calamagrostis ×subchalybaea Tzvelev[4]
- Calamagrostis ×subepigeios Tzvelev[4]
- Calamagrostis ×submonticola Prob.[4]
- Calamagrostis ×subneglecta Tzvelev[4]
- Calamagrostis ×tatianae Prob.[4]
- Calamagrostis ×torgesiana Hausskn.[4]
- Calamagrostis ×uralensis Litv.[4]
- Calamagrostis ×ussuriensis Tzvelev[4]
- Calamagrostis ×vassiljevii Tzvelev[4]
- Calamagrostis ×yatabei Maxim.[4]
- Calamagrostis ×zerninensis Lüderw.[4]